# Volksmudschahedin
Die Organisation der Volksmudschahedin Irans (persisch سازمان مجاهدين خلق ايران Sāzemān-e Modschāhedin-e Chalgh-e Irān, DMG Sāzmān-e muǧāhedīn-e ḫalq-e Īrān), von persisch Mudschaheddin, ist eine iranische oppositionelle Organisation mit schiitisch-islamischer und antiklerikaler Ausrichtung, die gegen das Regime der Islamischen Republik Iran kämpft. Die Organisation, die sich seit 1981 im Exil befindet, war früher bewaffnet und wurde als Terrororganisation eingestuft, hat sich aber mittlerweile in eine politische Gruppierung verwandelt. Die Volksmudschahedin, die sich ideologisch stark an marxistischen Theorien des Klassenkampfes orientierten und auch den Begriff des Mudschahid in diesem Sinne umdeuteten, spielten nach ihrer Gründung im Jahre 1965 eine bedeutende Rolle in der Oppositionsbewegung gegen Mohammed Reza Schah. Die frühe Schiitenbewegung interpretierten die Volksmudschahedin wie Ali Schariati als sozialrevolutionäre Protestbewegung gegen staatliche Unterdrückung und Klassenausbeutung. Aus dieser Denktradition bezogen sie auch ihre Verherrlichung des Märtyrertums.
Im Frühjahr 1979 trugen die Volksmudschahedin maßgeblich dazu bei, den Ajatollah Ruhollah Chomeini an die Macht zu bringen. Nach der Islamischen Revolution wurden sie zu einer der wichtigsten Kräfte in der iranischen Politik. Als laienreligöse radikale Gruppierung gerieten sie jedoch immer stärker in Opposition zu der klerikal geführten Islamisch-Republikanischen Partei (IRP), die im Madschles die Mehrheit besaß, bis es im Juni 1981 zum offenen Machtkampf kam und ihr Anführer Massoud Rajavi nach Paris flüchtete. Dort gründete er im August 1981 zusammen mit dem ersten iranischen Präsidenten Abolhassan Banisadr den Nationalen Widerstandsrat Iran, der zunächst als eine Art Exilparlament fungierte, im Laufe der Zeit aber zu einem reinen politischen Organ der Volksmudschahedin wurde.
Im Juni 1986 führten diplomatische Gespräche zwischen Frankreich und Iran über die Freilassung von französischen Geiseln im Libanon zur Ausweisung der Mudschahedin aus Frankreich. Diese verlegten daraufhin ihre Aktivitäten in den Irak und nahmen mit ihrer Nationalen Befreiungsarmee Irans am Krieg gegen Iran teil. Sie ließen sich in dem Lager Camp Ashraf nieder, von wo aus sie ihre Aktionen gegen den iranischen Staat fortsetzten und dabei politische, finanzielle und militärische Unterstützung von Saddam Hussein erhielten. Durch ihre politische und militärische Parteinahme für den Irak verloren sie in Iran viel von ihrer Popularität als Oppositionsbewegung. Im Rahmen der Operation Iraqi Freedom wurden die irakischen Volksmudschahedin im Mai 2003 entwaffnet und unter den Schutz der Koalitionstruppen gestellt. Gleichzeitig kam es zu einer Annäherung der Organisation an die Vereingten Staaten von Amerika. Nachdem irakische Sicherheitskräfte 2009 Camp Ashraf gestürmt hatten und zunehmend aggressiver gegen die Volksmudschahedin vorgingen, wurden diese ab 2013 auf amerikanisches Betreiben nach Albanien umgesiedelt, wo ein neues Hauptquartier der Organisation aufgebaut wurde. Massoud Rajavi, der sich seit Mitte der 1980er Jahre von seinen Anhängern kultartig verehren ließ, ist seit 2003 verschollen. Sichtbare Anführerin der Organisation ist seitdem seine Ehefrau Maryam Rajavi.
Nach der englischen Schreibung ihres persischen Namens Mojahedin-e Khalq wird für die Volkmudschahedin auch die Abkürzung MEK verwendet. Das Regime der Islamischen Republik verwendet jedoch für sie meist die entstellende und abwertende Bezeichnung Monafeqin („Heuchler“), die von dem arabischen Wort Munāfiq abgeleitet ist und bereits vom Schah-Regime propagandistisch gegen sie eingesetzt wurde.

## Gründung
Die Wurzeln der Volksmudschahedin (ab hier der Einfachheit halber: Mudschahedin) gehen zurück auf die Iranische Freiheitsbewegung, eine nationalistische, liberale und laienreligiöse Partei, die Anfang der 1960er Jahre von Mehdi Bāzargān gegründet wurde. Der Aufstand vom Juni 1963 verursachte einen Generationenkonflikt innerhalb dieser Bewegung. Wenige Monate nach dem Aufstand gründeten drei jüngere Mitglieder eine kleine Diskussionsgruppe, um neue Wege im Kampf gegen das Regime zu erkunden. In einem geheimen Brief an die Führer der Partei machten sie diese für das „Desaster“ verantwortlich und dafür, dass sie es nicht geschafft hätten, „dem Schah eine wirksamere Herausforderung zu bieten“. Diese Diskussionsgruppe bildete später den Kern der Volksmudschahedin. Eines der frühen Mitglieder der Organisation beschrieb später, das „barbarische Verbrechen“ des Schahs, Tausende wehrlose Bürger niederzumähen, habe viele jüngere Mitglieder der Befreiungsbewegung wie ihn selbst dazu gebracht, nach neuen Wegen im Kampf gegen das Regime zu suchen. Notwendig, so meinten sie, sei nun der bewaffnete Kampf. Die Mudschahedin sollten später den 5. Juni 1963 zu einem Wendepunkt in der iranischen Geschichte erklären.
Die drei Gründungsmitglieder der Mudschahedin waren Mohammad Hanifnezhad, Said Mohsen und Ali-Asghar Badizadegan. Ausgehend von Teheran versammelten sie am 6. September 1965 (= 15. Schahrewar 1344 des iranischen Kalenders) etwa zwanzig Freunde aus ihrer Studien- und Militärzeit und gründeten eine geheime, gut strukturierte, aber noch unbenannte Diskussionsgruppe, um aktuelle Themen zu diskutieren. Der Tag des ersten Treffens dieser Gruppe gilt heute als Gründungsdatum der Organisation. Die Jahreszahl 1344 am unteren Innenrand des Kreises des Mojahedin-Logos nimmt auf dieses Gründungsdatum Bezug. Die Mudschahedin verbrachten einen Großteil der Zeit zwischen 1965 und 1968 mit der Entwicklung ihrer Ideologie: Sie veranstalteten Diskussionsgruppen, schrieben Pamphlete und sannen über das heutige Iran nach, insbesondere die Bauernfrage, die Landreform von 1963 und den kurzen Bauernaufstand, der in den Jahren 1967 und 1968 in Kurdistan aufflammte.

Die drei Gründerväter der Volksmudschahedin
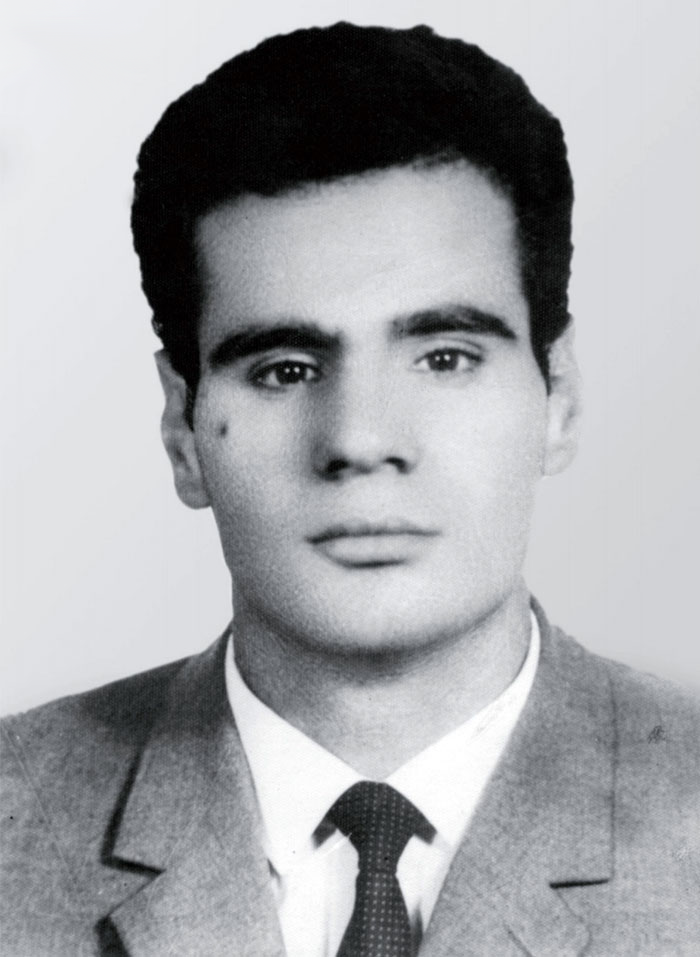
Mohammad Hanifnezhad
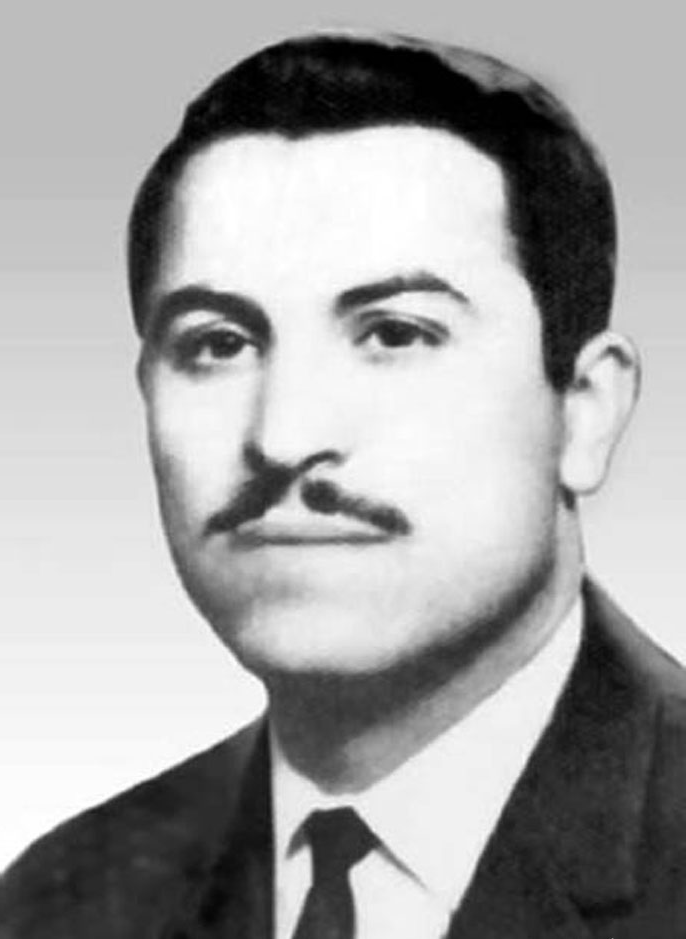
Said Mohsen
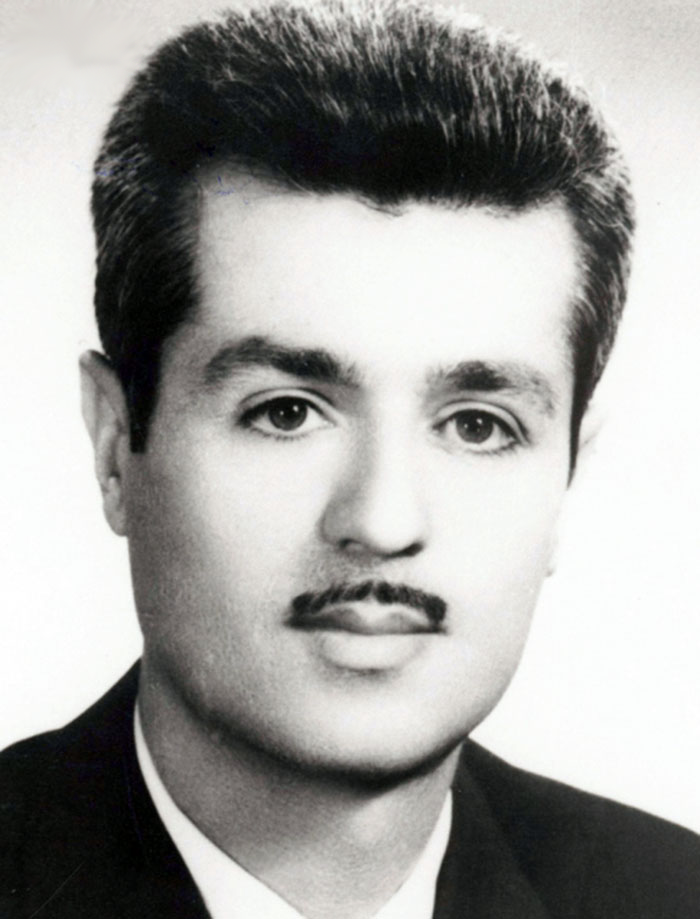
Ali-Asghar Badizadegan

Nach drei Jahren der Diskussion richtete die Gruppe ein Zentralkomitee ein, um eine revolutionäre Strategie auszuarbeiten, und ein Ideologisches Team, das die Organisation mit ideologischen Handbüchern ausstatten sollte. Zum Zentralkomitee gehörten neben den Gründungsmitgliedern neun weitere Männer, darunter Mahmud Asgarizadeh, Ahmad Rezai und Massoud Rajavi. Letzterer wurde nach der Islamischen Revolution zum herausragenden Führer der Organisation. Das Ideologische Team setzte sich aus zehn Männern zusammen, von denen sechs auch Mitglied des Zentralkomitees waren. Zu den Mitgliedern des Ideologischen Team gehörten auch Hoseyn Rouhani und Torab Haghschenas. Ersterer war Sohn eines Geistlichen, letzterer der einzige Anführer der Mudschahedin mit einer theologischen Ausbildung. Er hatte in Ghom Arabisch und Islamische Theologie studiert und seinem Lehrer Ayatollah Motahhari bei der Publikation eines antimarxistischen Traktats geholfen. In späteren Jahren wurden sowohl Ruhani als auch Haghschenas Marxisten und spielten eine wichtige Rolle in den hitzigen ideologischen Debatten der Mudschahedin. Die meisten der frühen Anführer der Mudschahedin waren jung. Sie verfügten über eine Universitätsausbildung, viele von ihnen hatten an technischen Hochschulen Irans studiert, und sie waren „Söhne der traditionellen, provinziellen und religiös geprägten Basar-Mittelschicht“.

## Ideologie

### Die grundlegenden ideologischen Handbücher
Das Ideologische Team der Volksmudschahedin erarbeitete eine Reihe von Broschüren, die sowohl eine Grundlage für weitere Diskussionen bieten als auch ihre allgemeinen Ziele in eine systematischere Weltanschauung überführen sollten. Die Reihe bestand aus folgenden Büchern:
- Takāmol („Evolution“) und Šenaḫt („Erkenntnistheorie“), zwei philosophische Werke, die überwiegend von Hanifnezhad verfasst wurden;
- Eqteṣād ba-zabān-e sāde („Wirtschaft in einfacher Sprache“), eine freie Übersetzung von Karl Marx’ Lohnarbeit und Kapital, die hauptsächlich von Asgarizadeh angefertigt wurde;
- Mutālaʿāt-e Mārksīstī („Marxistische Studien“), eine kurze Zusammenfassung der materialistischen Geschichts- und Gesellschaftsauffassung, die hauptsächlich von Mohsen zusammengestellt wurde;
- Čegūne Qorʾān be-āmūzīm („Wie studiert man den Koran?“), eine zweibändige Einführung in den Islam. In diesem Buch propagierten die Mudschahedin eine neue Methode der Interpretation der religiösen Grundlagentexte des Islams. Das Buch erklärt, dass man sich beim Studium islamischer Texte an die folgenden Richtlinien halten müsse: Erstens man müsse die Texte in ihren wahren historischen, besonders sozioökonomischen Kontext stellen; zweitens müsse man bereit sein, aus den Erfahrungen revolutionärer Bewegungen in anderen Teilen der Welt zu lernen; und drittens müsse man im Auge behalten, dass diese Texte die Welt nicht bloß interpretieren, sondern sie mit dem Ziel interpretieren, sie zu verändern und eine unitarische Ordnung (neẓām-e touḥīdī) zu errichten, die den Mudschahedin zufolge per Definition eine klassenlose Gesellschaft einschließt.[17]
- Rāh-e anbiyā rāh-e bašar („Der Weg der Propheten: der Weg der Humanität“). In diesem Buch vertraten die Mudschahedin die Lehre, dass „der Prophet nicht deshalb auf die Erde gekommen war, um eine neue monotheistische Religion (maẕhab-e touḥīdī) durchzusetzen, sondern um eine klassenlose Gemeinschaft (ommat-e touḥīdiyye) mit dynamischen, konstanten Merkmalen zu gründen, die zu Fortschritt, Egalitarismus und letztendlicher Vollkommenheit tendieren.“[18]
- Sīmā-ye yek Mosalmān („Das Porträt eines Muslims“), später umbenannt in Nahżat-e Ḥoseynī („Die Bewegung Husains“), größtenteils unter der Aufsicht von Rajavi und Ahmad Rezai abgefasst.

Diese Handbücher, die in den späten 1960er Jahren nur in handschriftlichen Fotokopien verbreitet wurden, fassen die wesentlichen Themen der frühen Ideologie der Mudschahedin zusammen. Sie stellen nach Abrahamian den ersten Versuch in Iran dar, systematisch eine radikale Interpretation des schiitischen Islam zu entwickeln. Anfang der 1970er Jahre trafen die Führer der Mudschahedin allerdings die bewusste Entscheidung, ihre Ideologie weniger durch ihre eigenen Handbücher zu verbreiten, die verboten wurden, sondern mehr durch Ali Schariatis Werke, die sich nur in geringfügigen Punkten von ihren eigenen unterschieden.

### Die Kombination von schiitisch-islamischen und marxistischen Elementen
Die Mudschahedin vertraten von Anfang an ein islamisch-religiöses Weltbild, dass sie aber mit marxistischen Elementen mischten und zu einer Art Befreiungstheologie ausformten. In den frühen Handbüchern der Mudschahedin hieß es, Gott habe nicht nur die Welt erschaffen, wie alle monotheistischen Religionen lehrten, sondern auch das Gesetz der historischen Evolution in Gang gesetzt. Die Mudschahedin nannten dieses Evolutionsgesetz „historischen Determinismus“ (ǧabr-e tārīḫī) und betrachteten es, zusammen mit dem Konzept des Klassenkampfes, als integralen Bestandteil des Islams. Nach Ingangsetzung dieses Gesetzes des historischen Determinismus hat Gott den Mudschahedin zufolge in regelmäßigen Abständen Propheten herabgesandt, um den Massen bei ihrem Streben, ihr endgültiges Ziel zu erreichen, zu helfen. Auch der Prophet Mohammed ist ihrer Auffassung gesandt worden, um die Menschheit von allen Formen der Unterdrückung zu befreien: von Klassenausbeutung, politischer Repression und falschem Bewusstsein. die Botschaft, die er predigte, war nach Ansicht der Modschahedin nicht nur die der monotheistischen Religion (maẕhab-e touḥīdī), sondern auch der unitarischen Ordnung – eine klassenlose Gesellschaft frei von Armut, Korruption, Krieg, Ungerechtigkeit, Ungleichheit und Unterdrückung. Die ihrer Auffassung nach rechtmäßigen Nachfolger des Propheten ʿAlī ibn Abī Tālib, sein Sohn al-Husain ibn ʿAlī und die anderen frühen schiitischen Führer sollen sich den sunnitischen Kalifen nicht aufgrund dynastischer Rivalitäten oder theologischer Haarspalterei widersetzt haben, sondern weil letztere die wahre Sache der Umma und die unitarische Ordnung verraten hätten.
In Čegūne Qorʾān be-āmūzīm propagierten die Mudschahedin eine neue Methode der Interpretation der religiösen Grundlagentexte des Islams, die Konzepte des Marxismus zugrunde legte. Das Buch erklärt, dass man sich beim Studium islamischer Texte an die folgenden Richtlinien halten müsse: Erstens man müsse die Texte in ihren wahren historischen, besonders sozioökonomischen Kontext stellen; zweitens müsse man bereit sein, aus den Erfahrungen revolutionärer Bewegungen in anderen Teilen der Welt zu lernen; und drittens müsse man im Auge behalten, dass diese Texte die Welt nicht bloß interpretieren, sondern sie mit dem Ziel interpretieren, sie zu verändern und eine unitarische Ordnung (neẓām-e touḥīdī) zu errichten, die den Mudschahedin zufolge per Definition eine klassenlose Gesellschaft einschließt. In Čegūne Qorʾān be-āmūzīm warfen die Mudschahedin außerdem den traditionellen ʿUlamā' vor, den Islam falsch interpretiert und mit der herrschenden Klasse kollaboriert zu haben. Ähnlich wie die Protestanten, die im Europa des 16. Jahrhunderts die katholische Priesterschaft herausgefordert hatten oder die Achbārīya, die im Iran des 17. Jahrhunderts die Usūlīya bedrohte, stellten sie die Deutungshoheit der schiitischen Geistlichen über die Auslegung der Heiligen Schriften in Frage und bestritten ihr Recht, von ihren Gemeinden blinden Gehorsam zu verlangen. Abrahamian sieht deshalb in diesem frühen antiklerikalen Traktat schon die Keimzelle für die spätere Konfrontation zwischen Chomeini und den Mudschahedin.
Die Mudschahedin interpretierten die heiligen Texte nicht nur auf völlig neuartige Weise, sondern verliehen auch alten muslimischen und schiitischen Begriffen radikal neue Bedeutungen mit marxistischer Ausrichtung. In ihren Werken wandelte sich die Bedeutung von Umma von einer Gemeinschaft der Gläubigen zu einer „dynamischen Gesellschaft in dialektischer Bewegung in Richtung Vollkommenheit“, Tauhīd von Monotheismus zu Egalitarismus, Dschihad von Heiligem Krieg zu Befreiungskampf, Schahīd vom religiösen Märtyrer zum revolutionären Helden; Mudschāhid vom heiligen Krieger zum Freiheitskämpfer, Tafsīr von Koranexegese zum Vorgang der Enthüllung des revolutionären Inhalts dieses Textes, Idschtihād von der traditionellen Praxis, mit dem Verstand bestimmte Regeln aus dem religiösen Gesetz abzuleiten, zu der radikalen Operation, aus demselben Gesetz revolutionäre Lehren zu ziehen, Mu'min vom frommen Gläubigen zum wahren Kämpfer für soziale Gerechtigkeit, Kāfir vom Ungläubigen zum Apathischen und Gleichgültigen, Imam vom religiösen Führer zum charismatischen revolutionären Führer; But Parast vom Götzenanbeter zum Anbeter des Privateigentums, und Mustażʿafīn von den Sanftmütigen zu den unterdrückten Massen. Von Mehdi Bāzargān, Mahmud Taleghani und dem algerischen Kommunisten Amar Ouzegane übernahmen die Mudschahedin die Ansicht, dass der Islam nicht nur mit Vernunft, Wissenschaft und Moderne vereinbar sei, sondern auch die wichtigste Weltreligion, die sich uneingeschränkt für menschliche Gleichheit, soziale Gerechtigkeit und nationale Befreiung einsetze.
Der wichtigste Differenzpunkt zu Schariati bestand darin, dass dieser glaubte, dass die Länder der sogenannten „Dritten Welt“ für ihre Entwicklung einen „dritten Weg“ sowohl zum Kapitalismus als auch zum Sozialismus finden müssten, während die Mudschahedin keine andere Option als die marxistische sahen und die Führer der sogenannten Blockfreien Staaten kritisierten, indem sie sagten, dass alles, was sie anboten, „falsche Hoffnungen“ seien.

### Der bewaffnete Kampf gegen den Imperialismus
In ihren frühen Schriften kritisierten Mudschahedin den Imperialismus, vor allem den US-Imperialismus. In ihm sahen sie ihren Hauptfeind. Er hatte in ihren Augen die Macht in Iran übernommen, um dessen natürliche Ressourcen, vor allem das Erdöl, auszubeuten und überschüssige Güter wie Weizen, Maschinen und Konsumgüter abzuladen. Außerdem erhoben sie schwere Vorwürfe gegen das Pahlavi-Regime. Dieses habe zwar die meisten Klassen, insbesondere die Arbeiter, die Bauern und die nationale Bourgeoisie, gegen sich aufgebracht, es aber dennoch geschafft, an der Macht zu bleiben, indem es den Terrorismus zu einem integralen Bestandteil seiner Staatspolitik gemacht habe. Das einzige Mittel, um die allgegenwärtige Angst zu überwinden, sahen sie im bewaffneten Kampf. Dieser wurde zu einem wesentlichen Element ihrer Ideologie. Der bewaffnete Kampf machte in ihren Augen besonders deswegen Sinn, weil der Imperialismus ihrer Meinung nach „sowohl von außen als auch von innen verwundbar“ war oder, wie es schon Mao Zedong gesagt hatte, eigentlich nur ein Papiertiger.
Auch der Name der Organisation – Mudschahedin ist von arabisch Mudschāhid („Kämpfer“) abgeleitet – und das für das Modschahedin-Logo gewählte Koranzit spiegeln die große Rolle des Kampfes innerhalb der Ideologie der Organisation wider. Bei dem Koranzitat, das am oberen Rand des Mojahedin-Logos abgebildet ist, handelt es sich um einen Auszug aus Sure 4:95: wa-faḍḍala llāhu l-muǧāhidīna ʿala l-qāʿidīna aǧran ʿaẓīman („Gott hat die Kriegführenden gegenüber denen, die daheim bleiben, mit gewaltigem Lohn ausgezeichnet“).

## Die Jahre des Aufbaus (1968–1975)

### Terrorpläne und der Militärstrafprozess von 1972
Im Frühjahr 1968 beschlossen die Mudschahedin, ihre Aktivitäten auszuweiten. Sie beriefen ein Geheimtreffen in Teheran ein und ersetzten ihr Zentralkomitee durch einen neuen Zentralkader (Kadr-e Markazi). Dieser Zentralkader knüpfte Kontakte zur Palästinensischen Befreiungsorganisation (PLO), insbesondere zur Fatah-Organisation, die nach dem arabisch-israelischen Krieg von 1967 an Bedeutung gewonnen hatte. Die Fatah hatte einige Anführer in Dubai, Katar und Syrien, wo die ersten Abgesandten der Mudschahedin 1970 eintrafen. Die Zusammenarbeit mit der „palästinensischen Revolution“ hatte für die iranische Organisation eine große Symbolik, da sich viele ihrer Führer mit ihr und ihrer Art des Umgangs mit dem Zionismus identifizierten und Israel als einen Verbündeten des Schahs betrachteten.
Die Mudschahedin hatten ursprünglich geplant, erst dann mit Guerilla-Aktivitäten zu beginnen, wenn genügend ihrer Mitglieder aus den palästinensischen Lagern zurückgekehrt waren. Am 8. Februar 1971 unternahmen jedoch 13 Mitglieder der marxistischen Volksfedayin einen Angriff auf einen Gendarmerieposten im Dorf Siahkal in den Wäldern von Gilan. Dieser Siahkal-Zwischenfall, die erste große Guerillaaktion in Iran, wirkte als Katalysator für die Mudschahedin und andere Untergrundgruppen, die bewaffnete Aktionen in Erwägung zogen. Die Mudschahedin beschlossen sofort, eine ebenso spektakuläre Aktion durchzuführen. Der Plan war, das Hauptelektrizitätswerk in Teheran in die Luft zu sprengen und so die 2500-Jahr-Feier der Iranischen Monarchie lahmzulegen. Der Plan flog jedoch auf. Daraufhin verfolgte iranische Geheimdienst SAVAK einige der Mudschahedin-Führer sieben Monate lang und nahm am 23. August, wenige Tage vor dem geplanten Bombenanschlag, 35 Mitglieder der Organisation fest. Vier Mitglieder der Gruppe, die der Verhaftung entkommen waren, versuchten, Prinz Schahram, den Neffen des Schahs, zu entführen, um ihn gegen ihre Kollegen auszutauschen, doch seine bewaffneten Wachen vereitelten den Versuch. Nach langwierigen Verhören verhaftete SAVAK weitere siebzig Verdächtige sowie deren Verwandte und Bekannte, von denen einige anschließend aus Mangel an Beweisen freigelassen wurden.
Zu Beginn des Militärstrafprozesses, der im Jahre 1972 stattfand, gingen die Ermittler noch davon aus, dass sie es mit dem „bewaffneten Flügel“ der Iranischen Freiheitsbewegung zu tun hatten. Erst im Laufe des Prozesses wurde ihnen durch die Aussagen der Gefangenen klar, dass sie einer separaten Organisation angehörten und es sich um die Volksmudschahedin handelte. Insgesamt wurden bei dem Strafprozess elf Mudschahedin-Mitglieder zum Tode verurteilt, 16 Mitglieder wurden zu lebenslänglichen und 36 Mitglieder zu mehrjährigen Haftstrafen verurteilt. Von den zwölf zum Tode Verurteilten wurden neun in April und Mai 1972 hingerichtet.

### Die ideologische Auseinandersetzung mit dem Schah-Regime
Der SAVAK und das Schah-Regime führten außerdem eine Medienkampagne gegen die Mudschahedin durch, in der sie sie mit dem Etikett „islamische Marxisten“ zu diffamieren versuchten und behaupteten, der Islam sei lediglich ein Deckmantel für ihren Marxismus. Die Mudschahedin antworteten darauf, dass sie zwar „den Marxismus als fortschrittliche Methode der Gesellschaftsanalyse respektierten“, den Materialismus jedoch ablehnten und den Islam als ihre Inspiration, Kultur und Ideologie betrachteten. In ihrem „Manifest der Organisation der Volksmudschahedin Irans zur Antwort auf die jüngsten Verleumdungen des Regimes“ (Bayāniye-ye Sāzmān-e muǧāhedīn-e ḫalq-e Īrān dar pāsoḫ be-ettehāmāt-e aḫīr-e reǧīm), das sie im Juli 1973 veröffentlichten, suchten sie die ideologische Auseinandersetzung mit dem Pahlavi-Regime und fassten ihre Ansichten über die Kongruenz von Marxismus und Islam noch einmal zusammen.

„Der Schah hat panische Angst vor dem revolutionären Islam. Deshalb schreit er immer wieder, ein Muslim könne kein Revolutionär sein. In seinen Augen ist ein Mensch entweder ein Muslim oder ein Revolutionär; er kann nicht beides sein. Aber in der realen Welt ist das genaue Gegenteil der Fall. Ein Mensch ist entweder ein Revolutionär oder kein wahrer Muslim. Im gesamten Koran gibt es keinen einzigen Muslim, der nicht Revolutionär war. […] Das Regime versucht, einen Keil zwischen Muslime und Marxisten zu treiben. Unserer Ansicht nach gibt es jedoch nur einen großen Feind – den Imperialismus und seine lokalen Kollaborateure. Wenn der SAVAK schießt, tötet er sowohl Muslime als auch Marxisten. Wenn er foltert, foltert er sowohl Muslime als auch Marxisten. Folglich besteht in der gegenwärtigen Situation eine organische Einheit zwischen muslimischen Revolutionären und marxistischen Revolutionären. Warum respektieren wir in Wahrheit den Marxismus? Natürlich sind Marxismus und Islam nicht identisch. Dennoch steht der Islam dem Marxismus definitiv näher als dem Pahlevismus. Der Islam und der Marxismus lehren dieselben Lehren, denn sie kämpfen gegen Ungerechtigkeit. Der Islam und der Marxismus enthalten dieselbe Botschaft, denn sie inspirieren zu Märtyrertum, Kampf und Selbstaufopferung. Wer steht dem Islam näher: die Vietnamesen, die gegen den amerikanischen Imperialismus kämpfen, oder der Schah, der dem Zionismus hilft? Da der Islam die Unterdrückung bekämpft, wird er mit dem Marxismus zusammenarbeiten, der ebenfalls die Unterdrückung bekämpft. Sie haben denselben Feind: den reaktionären Imperialismus.“

### Reorganisation
Die Massenverhaftungen und Exekutionen, die die Mojahedin später als „den großen Schlag“ bezeichneten, schwächten die Organisation erheblich, insofern als mehr als die Hälfte ihrer aktiven Mitglieder dadurch von der Bildfläche verschwanden, doch konnten sie sie nicht vollständig zerstören. Die Überlebenden strukturierten die gesamte Organisation rasch um, um eine Wiederholung des Fiaskos zu verhindern. Sie ersetzten den Zentralkader durch ein dreiköpfiges Zentralkomitee in Teherant und teilten die Organisation in kleine Zellen auf, die ihre eigenen Waffen lagern und neue Mitglieder rekrutieren durften, aber die Erlaubnis des Zentralkomitees einholen mussten, bevor sie bewaffnete Operationen durchführen oder etwas im Namen der Mojahedin veröffentlichen durften. Das Zentralkomitee bestand zunächst aus Reza Rezai, Kazem Zolanvar und Bahram Aram. Reza Rezai verlor aber bei einer Schießerei mit der Polizei auf der Straße bald sein Leben, und Zolanvar wurde 1975 während der Haft von den Gefängnisbehörden getötet, angeblich bei einem Fluchtversuch. Nach dem Ausscheiden von Reza Rezai und Zolanvar kamen Tagi Shahram und Majid Sharif-Vagefi in das Zentralkomitee.

Die Mitglieder des Zentralkomitees Anfang 1975
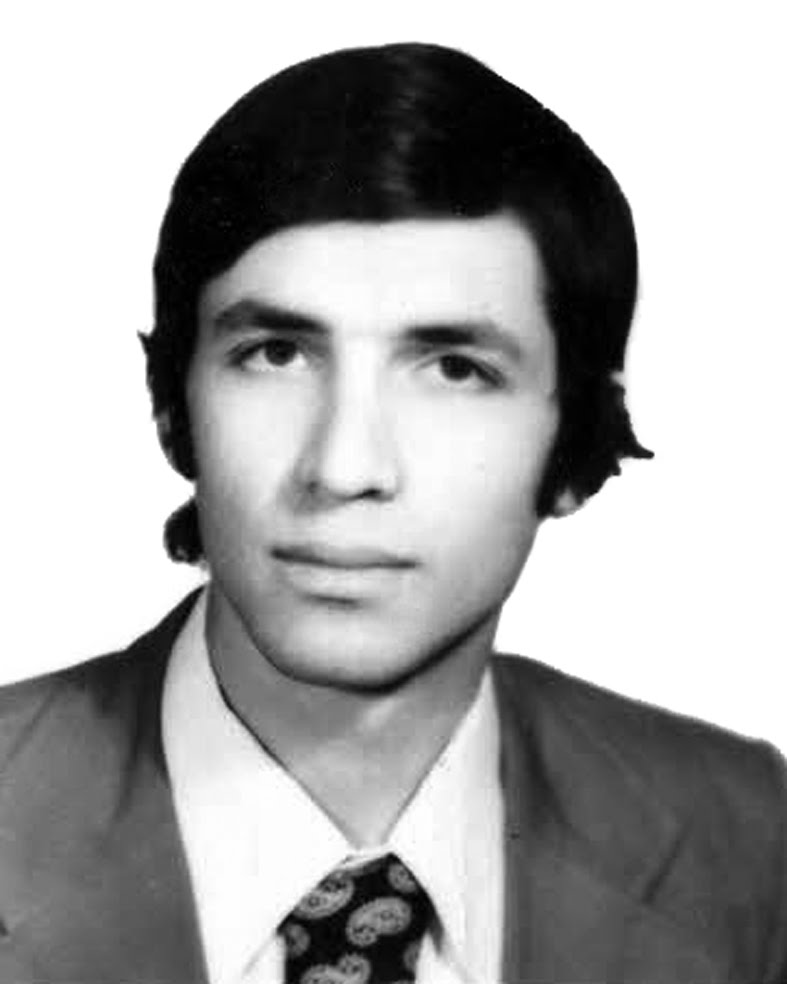
Bahram Aram
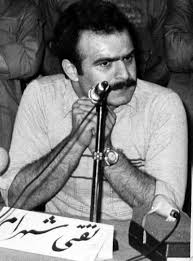
Taghi Schahram
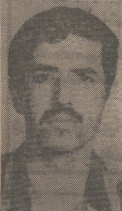
Madschid Scharif-Vaghefi

### Gewinnung internationaler Medienresonanz und Rekrutierung neuer Mitglieder
Nachdem sich die Mojahedin reorganisiert hatten, nutzten sie ihren neu erlangten Mythos des heroischen Märtyrertums, um neue Mitglieder zu rekrutieren. Anfang 1973 hatten die Mojahedin ihre Zellen nicht nur in Teheran, sondern auch in Isfahan, Schiras, Maschhad, Qazvin, Kermanschah, Zandschan und Täbris wieder aufgebaut. Die wiederbelebten Mudschahedin hielten stille Mahnwachen für die Hingerichteten ab: viele dieser Mahnwachen wurden von den Müttern, Schwestern und Ehefrauen der Opfer organisiert. Die Mudschahedin blieben auch in Kontakt mit der Iranischen Befreiungsbewegung, deren Presse in Nordamerika einige ihrer Pamphlete veröffentlichte, und deren offizielles Organ, Payām-e Moǧāhed („Die Botschaft des Mudschāhed“), in den frühen 1970er Jahren ausführlich über ihre Aktivitäten berichtete. Auch andere iranische Exilgruppen berichteten in den frühen 1970er Jahren ausführlich über die Mudschahedin, so Ḫabarnāme, das in Paris von Abolhassan Banisadr und seinen religiös orientierten Kollegen in der Nationalen Front herausgegeben wurde, von Bāḫtar-e Emrūz (Der heutige Westen), das in Beirut von jüngeren, marxistisch orientierten Mitgliedern der Nationalen Front veröffentlicht wurde, und von Šānzdahom-e Āẕar („Siebter Dezember“), das in Deutschland vom maoistisch geführten Bund iranischer Studenten herausgegeben wurde.
Die Modschahedin gaben auch eine eigene Zeitung heraus, Našrīye-ye Ḫabari-ye Sāzemān-e Moǧāhedīn-e Ḫalq-e Īrān („Das Mitteilungsblatt der Organisation der Volksmudschahedin Irans“), die vom 11. November 1974 bis zum 4. April 1975 erschien, sowie eine Zeitschrift, Ǧangal („Wald“), die nach der Zeitung von Kutschek Khan benannt war und von Februar 1973 bis August 1975 regelmäßig erschien. Außerdem druckte sie eine Reihe neuer Broschüren. Dazu gehörten die Biografien und die Gerichtsreden der führenden Angeklagten bei den Massenprozessen von 1972, eine Reportage über die Teheraner Slums, Ratschläge für Häftlinge im Evin-Gefängnis, ein Bericht über die Krise von 1963, eine Verurteilung des iranischen Engagements in Südarabien und eine Antwort auf den Entwurf des Regimes, dass die Mudschahedin eine „islamisch-marxistische“ Organisation seien. Die Konföderation Iranischer Studenten druckte ihre Kommuniqués, Broschüren und Bücher nach und verbreitete sie in großem Umfang, während verschiedene Zweigstellen der Konföderation als Tarnorganisationen der Mudschahedin galten. Auf diese Weise gelang es den Mudschahedin, ihre Ansichten Hunderttausenden von Iranern zu vermitteln, die in Europa, Indien und Nordamerika studierten. Von Ende 1972 bis 1975 konnten sie außerdem von einem geheimen Radiosender in Bagdad aus senden.
Die Mudschahedin waren auch in den Gefängnissen aktiv. Nach dem Vorbild der Volksfedayin bildeten sie in allen größeren Gefängnissen engmaschige Netzwerke, sogenannte „Kommunen“ (Komūnhā), die als geschlossene Gruppen funktionierten. Sie hatten großen Erfolg bei der Rekrutierung neuer Mitglieder und konnten sogar kleinere muslimische Gruppen aufnehmen, die im Gefängnis gelandet waren. In den frühen 1970er Jahren benutzten die Mudschahedin auch die Hoseinīye-ye Erschād, wo Schariati predigte, als Rekrutierungsort.

### Terroristische Anschläge

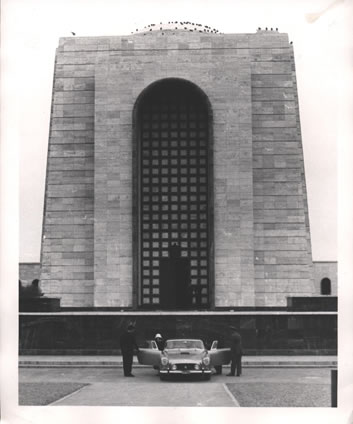
Das Mausoleum von Reza Schah Pahlavi

Außerhalb der Gefängnisse führten die Mudschahedin eine Serie gewagter Überfälle durch. Am 16. Mai 1972, eine Woche nach den ersten Hinrichtungen, griffen sie am helllichten Tag eine Polizeistation in der Innenstadt Teherans an, um eine Befreiung der inhaftierten Mitglieder der Organisation zu erreichen. Am 30. und 31. Mai zündeten sie anlässlich des Staatsbesuchs von Präsident Nixon eine Reihe von Zeitbomben, so unter anderem in den Büros von General Motors sowie 45 Minuten vor Nixons geplanter Ankunft im Mausoleum von Reza Schah. Nach Nixons Abreise setzten die Mudschahedin ihre Angriffe fort. Am 13. August 1972 ermordeten sie den Chef der Teheraner Polizei und ehemaligen Leiter des berüchtigten Komiteh-Gefängnisses General Taheri in seinem Luxusanwesen. Die Organisation begründete ihre Aktionen damit, dass „uns Iran lehrt, dass wahre Muslime die heilige Pflicht haben, die Menschen von der Unterdrückung zu befreien.“
In den Jahren zwischen 1973 und 1975 intensivierten die Mudschahidin ihre bewaffneten Operationen. 1973 gelang ihnen die Ermordung des stellvertretenden Leiters der US-Militärmission Lewis Lee Hawkins. Im Februar 1974 griffen sie eine Polizeistation in Isfahan an, was ihre erste Aktion dieser Art außerhalb Teherans war. Am 19. April, dem zweiten Jahrestag der ersten Phase der Hinrichtungen der Mudschahedin, versuchten sie, das SAVAK-Zentrum an der Teheraner Universität in die Luft zu sprengen. Ende Juni 1974, nachdem die Polizei mit Gewalt einen Streik in der großen Teheraner Fabrik von Land Rover niedergeschlagen hatte, bombardierten sie den nahegelegenen Gendarmerieposten sowie fünf weitere Fabriken, denen „Verbindungen nach Israel“ nachgesagt wurden. Im Februar 1975 bombardierten die Mudschahedin den Hauptposten der Gendarmerie in Lahidschan, ihre erste größere Aktion in den kaspischen Provinzen. Bei diesen bewaffneten Operationen erlitten die Mudschahedin selbst hohe Verluste: Zwischen 1972 und 1979 kamen 74 ihrer Mitglieder ums Leben.
Um der Propaganda der Tat der Mudschahedin entgegenzuwirken, startete das Pahlavi-Regime eine neue Propagandakampagne gegen sie, in der es sie als Muslime getarnte Ungläubige diffamierte und ihren Namen zu „Volksmonafeqin“ (Munāfiq ist der koranische Begriff für einen Heuchler) entstellte. Gegen Ende des Jahres 1975 begann das Pentagon, Sonderberichte über iranische Terroristen im Allgemeinen und die Mudschahidin im Besonderen in Auftrag zu geben, ausgehend von der falschen Annahme, die Mudschahedin seien in China ausgebildet worden und fungierten als bewaffneter Arm von Bazargans Freiheitsbewegung.

## Die Abspaltung der marxistischen Mudschahedin

### Die mehrheitliche Abwendung vom Islam und der Machtkampf im Zentralkomitee
Im Jahre 1974 begann bei den Mujahedin ein langsamer und schmerzhafter Prozess der Selbstfindung, der mehr als ein Jahr dauerte und viele Brüche innerhalb der Familien verursachte. Er führte die Mudschahedin weg vom Islam hin zum Marxismus. Nach Abrahamian gab es drei Gründe dafür, dass sich so viele der Mudschahedin dem Marxismus zuwandten:
1. Die Enttäuschung über die regimefeindliche Geistlichkeit, namentlich über Ayatollah Chomeini, den Delegationen der Mudschahedin in den Jahren zwischen 1972 und 1974 in Nadschaf bei einer Reihe von Geheimaudienzen besucht hatten. Obwohl diese Delegationen von Modschahedin mit geistlichem Hintergrund angeführt und mit Empfehlungsschreiben von Ayatollah Taleghani, Ayatollah Montazeri und Ayatollah Motahhari ausgestattet waren, zeigte Chomeini nur wenig Solidarität mit ihnen und unterstellte den Mudschahedin Verbindungen zum internationalen Kommunismus. Das Einzige, wozu sich Chomeini bereit erklärte, war, private Briefe an seine Anhänger in Iran zu schreiben und sie darin zu bitten, den Familien der kürzlich vom Schah Hingerichteten zu helfen.[47] Die Mudschahedin gingen aus den Treffen mit der Überzeugung hervor, die Mudschahedin würden von der regimekritischen Geistlichkeit niemals Hilfe erhalten, da Chomeini und seinesgleichen das Privateigentum heiligten und das „traditionelle Kleinbürgertum“ repräsentierten.[48]
2. die Einschätzung, dass die Organisation keine Anhänger beim modernen iranischen Bildungsbürgertum gewinnen könnte, weil dieses traditionell anti-religiös und säkular ausgerichtet sei.[49]
3. der Dialog mit linken Intellektuellen, mit den Volksfedayin und anderen radikalen Mitgefangenen, mit Studentenorganisationen im Exil und revolutionären Gruppen in der arabischen Welt und schließlich mit Veteranen der frühen Mudschahedin, die den Islam bereits zugunsten des Marxismus aufgegeben hatten und die Mudschahedin wegen ihres Festhaltens daran kritisierten. Sie warnten auch die Mudschahedin davor, dass die Verwendung religiöser Emotionen, schiitischer Symbole und koranischer Terminologie gefährlich sei, weil sie unweigerlich die Position der traditionellen Ulama stärken würde.[50]

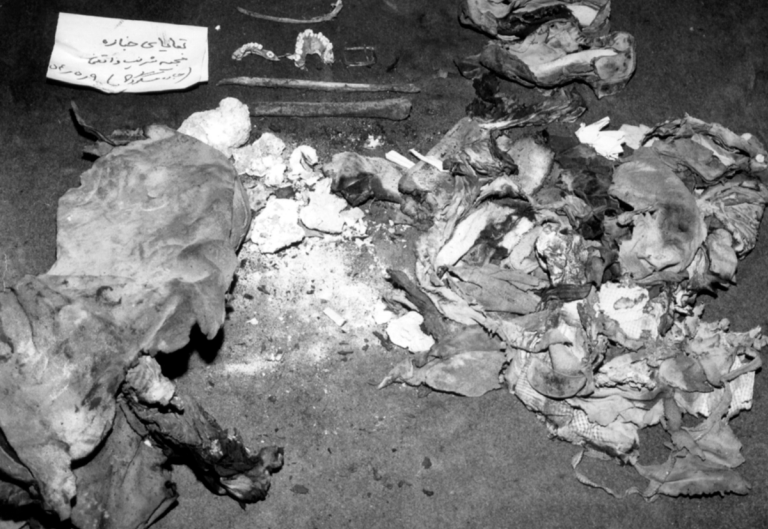
Das vom SAVAK veröffentlichte Foto von den Überresten Scharif-Vaghefis

Bis zum Frühjahr 1975 war die Mehrheit der Mudschahedin zu Marxisten geworden. Auch im dreiköpfigen Zentralkomitee bildeten sie zu dieser Zeit mit Bahram Aram und Taghi Schahram die Mehrheit. Der islamische Flügel der Organisation wurde in dem Gremium nur durch Madschid Scharif-Vaghefi repräsentiert. Aram und Schahram stellten ihn vor die Wahl, entweder zur Mudschahedin-Zelle von Maschhad zu wechseln, außer Landes zu gehen oder eine Zeit lang in den Fabriken zu arbeiten, um sein „politisches Bewusstsein zu schärfen“. Scharif-Vaghefi gab vor, nach Maschhad gehen zu wollen, brachte aber stattdessen einige Waffen und Ausrüstungsgegenstände der Mudschahedin in ein neues Versteck und versuchte, seine Anhänger zusammenzuscharen. Seine Frau, die der marxistischen Fraktion angehörte, versorgte Schahram und Aram mit Informationen über seine Aktivitäten. Es kam daraufhin zu einem Kampf, bei dem Scharif-Vaghefi getötet wurde. Seine Leiche wurde verbrannt und außerhalb der Stadt entsorgt. SAVAK gelang es, die Überreste der Leiche zu finden.

### Das antiislamische Manifest von 1975 und die Aufspaltung der Organisation
Mitte 1975 veröffentlichte die Führung der Organisation einen Text, der vehement antiislamisch war: Bayānīye-ye eʿlām-e mavāżeʿ-e īdeʾūlūžīk-e Sāzmān-e Moǧāhedīn-e Ḫalq-e Īrān („Manifest zur Erläuterung der ideologischen Position der Volksmudschahedin Irans“). Dieser Text begann mit der Erklärung, dass die Mudschahidin nach zehn Jahren geheimer Existenz, vier Jahren bewaffneten Kampfes und zwei Jahren intensiver ideologischer Überprüfung zu dem Schluss gekommen seien, dass der Marxismus-Leninismus und nicht der Islam der wahre Weg zur Befreiung der iranischen Arbeiterklasse sei. Das Manifest gab auch zu, dass die Mudschahedin ursprünglich versucht hatten, eine Synthese aus Islam und Marxismus, Koran und Das Kapital sowie dem Konzept Gottes und dem historischen Determinismus herzustellen. Nun hätten sie aber erkannt, dass man den Begriff des historischen Determinismus nicht ohne den des Dialektischen Materialismus und des ökonomischen Determinismus verstehen könne.
Als Folge der Veröffentlichung des antiislamischen Manifests spalteten sich die Mudschahedin in zwei rivalisierende Gruppierungen, die marxistischen Mudschahedin und die muslimischen Mudschahedin. Die marxistischen Mudschahedin behielten zwar zunächst die vollständige Bezeichnung der Organisation bei, änderten jedoch das Logo, indem sie sowohl die Koraninschrift als auch das Gründungsdatum der Gruppe wegließen, dafür aber die geballte Faust vergrößerten, um ihr gesteigertes proletarisches Bewusstsein zu symbolisieren. Sie beschuldigten die muslimischen Mudschahedin, „Verräter“, „Sektierer“ und „potenzielle Kollaborateure der SAVAK“ zu sein. Die muslimischen Mudschahedin hielten sich teils in der Provinz, teils in verschiedenen Branchen des Teheraner Basars, vor allem aber in den Gefängnissen. Sie weigerten sich, ihren ursprünglichen Namen aufzugeben und beschuldigten ihre Gegner, durch einen blutigen Staatsstreich die Kontrolle erlangt zu haben.
Abolhassan Banisadr ergriff in dieser Situation seinem Pariser Exil heraus Partei für die muslimischen Mudschahedin. In einem Traktat mit dem Titel Munāfiqān az dīdgāh-i mā („Die Heuchler aus unserer Sicht“) argumentierte er, dass der ganze Vorfall einmal mehr beweise, dass Muslime niemals Marxisten vertrauen sollten. Außerdem behauptete er, dass die so genannten marxistischen Mudschahedin nicht nur Stalinisten, sondern auch „Faschisten“ seien. Auch die Iranische Befreiungsbewegung in Nordamerika stellte sich auf die Seite der muslimischen Mudschahedin. Sie verurteilte die marxistischen Mudschahedin aufs Schärfste und beschuldigte sie des Mordes an Scharif-Vaghefi und seinem Gehilfen Morteza Samadieh-Labaf. Eine Gruppe von Chomeini unterstützenden Geistlichen erließ in dieser Zeit eine Fatwa, die es Muslimen verbot, Umgang mit Marxisten zu pflegen, der Begründung, dass Marxisten von Natur aus unrein (naǧis) seien. Dieser Druck seitens der Geistlichen veranlasste eine kleine Gruppe der muslimischen Mudschahedin unter Führung des blinden Ingenieurs Lutfollah Maysami dazu, sich vollständig von der Organisation loszusagen.
Insgesamt kamen von den muslimischen Mudschahedin bis zur Islamischen Revolution 42 Personen bei Aktionen ums Leben, und von den marxistischen Mudschahedin 47 Personen. Die meisten von ihnen waren junge, universitär ausgebildete Berufstätige, die in traditionellen Mittelklassefamilien aufgewachsen waren und in persischsprachigen Provinzstädten lebten. Die marxistisch ausgerichteten Mudschahedin benannten sich ab 1978 in Bachsch-e Marksisti-Leninisti-ye Sāzemān-e Modschāhedin-e Chalq-e Irān („Marxistisch-Leninistischer Zweig der Organisation der Volksmudschahedin Irans“) um. Während der Islamischen Revolution 1979 schloss sich die Organisation schließlich mit einigen maoistischen Gruppen zur Sāzemān-e Peykār dar Rāh-e Āzādi-ye Tabaghe-ye Kārgar („Kampforganisation auf dem Weg zur Emanzipation der Arbeiterklasse“) zusammen, bekannt seitdem unter dem Namen Peykār.

### Die ideologische Ausrichtung der muslimischen Mudschahedin
Die muslimischen Mudschahedin lösten sich nicht völlig vom Marxismus, sondern befürworteten ihn in differenzierter Form. In einem Handbuch, das sie am Vorabend der Islamischen Revolution veröffentlichten, erklärten sie: „Wir sagen ‚Nein‘ zur marxistischen Philosophie, besonders zum Atheismus. Aber wir sagen ‚Ja‘ zur marxistischen Soziallehre, besonders zu ihrer Analyse des Feudalismus, Kapitalismus und Imperialismus.“ In einer Broschüre der Mudschahedin, die unmittelbar nach der Revolution veröffentlicht wurde, wurde betont, dass die Organisation von Anfang an einen Großteil der wissenschaftlichen Erkenntnisse des Marxismus akzeptiert, jedoch den Großteil seiner Philosophie abgelehnt habe. Dazu gehörten die Leugnung der Seele und des Lebens nach dem Tod sowie die Missachtung aller Religionen als Opium des Volkes.

## Rolle während und nach der Iranischen Revolution 1979

### Massenfreilassungen und Beteiligung am Sturz des Schah-Regimes
Schon während der Jahre 1977 und 1978 wurden viele Mudschahedin-Mitglieder auf Druck internationaler Menschenrechtsorganisationen freigelassen. Im Januar 1979, nur drei Wochen vor dem endgültigen Zusammenbruch, ließ das Regime die letzte Gruppe von ihnen frei. Dazu gehörte auch Massoud Rajavi, der der einzige Überlebende des ursprünglichen Zentralkomitees. Unmittelbar nach ihrer Freilassung, stürzten sich die Modschahedin in den revolutionären Kampf. Ende 1978 nahmen sie an den Massendemonstrationen teil, wobei sie im Großen und Ganzen Mahmud Taleghanis Verbot von Organisationstransparenten einhielten, jedoch gelegentlich Bilder ihrer Gründer und Ali Schariatis trugen und nicht genehmigte Slogans wie „Grüße an die Märtyrer der Mudschahedin“ und „Der bewaffnete Kampf wird siegen“ riefen. Die allgemeine Politik der Mudschahedin wurde im Dezember 1978 in einer öffentlichen Erklärung dargelegt, die die Mitglieder und Sympathisanten anwies, ihre Streiks und Demonstrationen bis zum Sturz des Schahs fortzusetzen und nicht zu bewaffneter Gewalt zu greifen, „bis Ayatollah Khomeini dies autorisiert“.
Während der revolutionären Unruhen im Dezember 1978 und Januar 1979 konnten die Mudschahidin ungefähr 3.000 bis 5.000 Kader mobilisieren und auch ihre bewaffneten Zellen wiederherstellen. In dieser Phase der Revolution verfolgten sie eine zweigleisige Strategie: Sie beteiligten sich einerseits aktiv an Demonstrationen, vor allem an den Universitäten, und führten andererseits kleine Guerillaoperationen gegen die Sicherheitskräfte des Schahs in Teheran, Täbris, Isfahan und Maschhad durch. Als die Streitkräfte des Schahs zwischen dem 9. und 11. Februar 1979 schließlich zusammenbrachen, waren es die Mudschahedin zusammen mit den anderen Guerillaorganisationen, die dem Pahlavi-Regime „den Gnadenstoß versetzten“. Eine der ersten Personen, die sich über Radio Teheran an die Nation wandte, war ein Sprecher der Modschahedin. Er gratulierte dem Land zur Revolution, pries „Seine Hoheit Ayatollah Chomeini als ruhmreichen Kämpfer (Modschahed)“ und rief alle auf, weiterhin vereint hinter ihm zu stehen und sich gegen die von den Royalisten und Imperialisten geschmiedeten Komplotte zur Wehr zu setzen.

### Ausbau der Organisation unter Massoud Rajavi

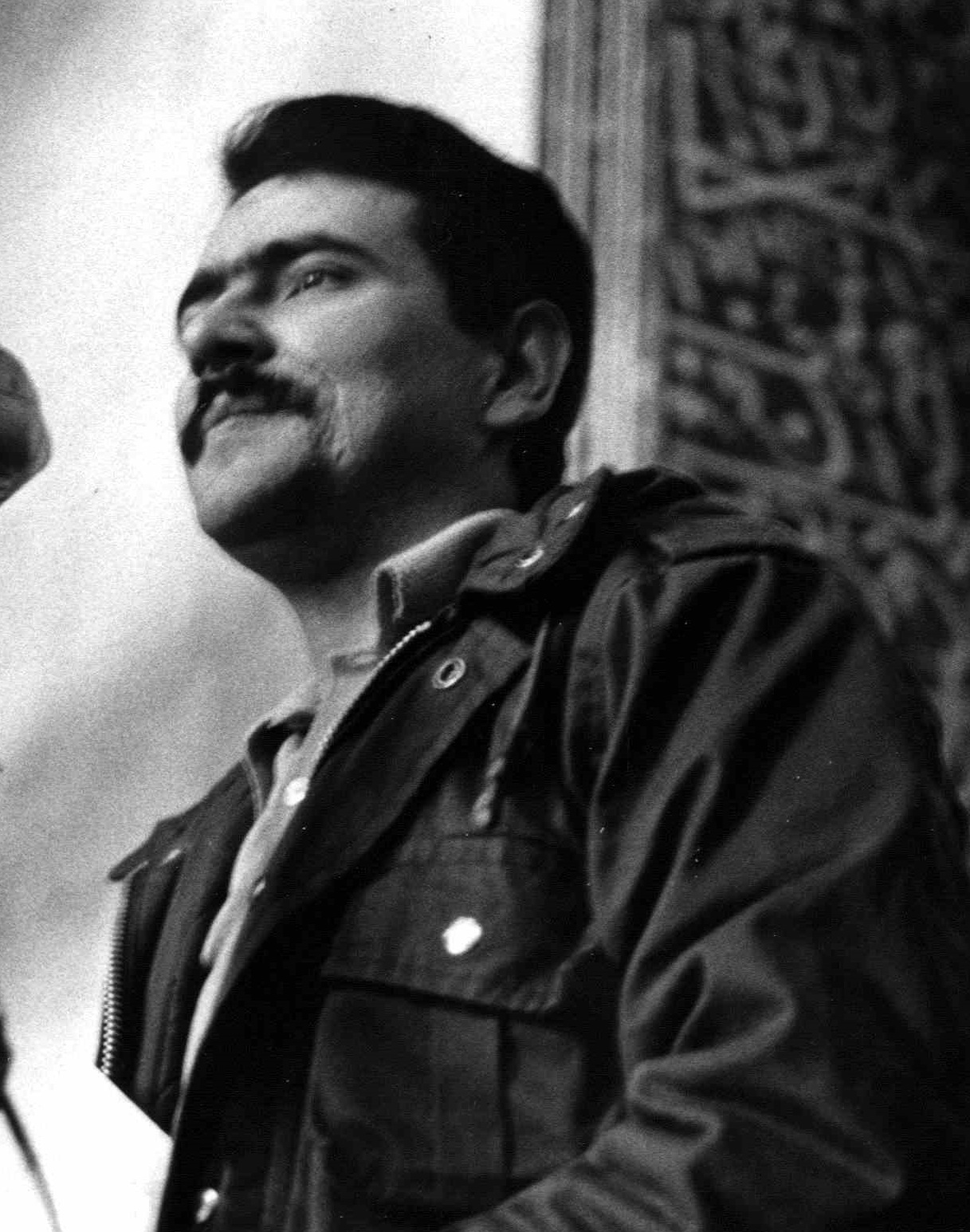
Massoud Rajavi, der ab Februar 1979 die Organisation anführte.

Die wiedererstarkten muslimischen Mudschahedin standen ab Februar 1979 unter der festen Kontrolle von Massoud Rajavi und seinem handverlesenen Gefolge, von denen die meisten Mitglieder seiner Kommune im Teheraner Qasr-Gefängnis gewesen waren. Rajavis Kreis von treuen Anhängern besetzte von nun an 1979 alle Schlüsselpositionen innerhalb der Organisation. Andere Veteranen der frühen Tage, die Rajavis herausragende Rolle nicht akzeptierten, zogen sich stillschweigend aus der Führung zurück: Einige zogen sich ganz aus der Politik zurück, andere beschränkten sich auf die Rolle von Sympathisanten der Modschahedin. Rajavi und seine Kollegen richteten ihr Hauptquartier im Zentrum Teherans in einem Gebäude ein, das einst der Pahlavi-Stiftung gehört hatte und von den Mudschahidin während der Straßenkämpfe im Februar eingenommen worden war. Außerdem gründeten sie fünf separate Sektionen, um neue Mitglieder zu rekrutieren und zu organisieren: ein bewaffnetes Geheimnetzwerk, das später als Setād-e Modschāhedin („Armeestab der Mojahedin“) bekannt wurde; die Jugendorganisation Sāzemān-e Dschawānān-e Modschāhed, die muslimische Arbeiterbewegung Dschonbesch-e Kārgarān-e Musalmān, die Handwerkervereinigung Kānun-e Touhidi-ye Asnāf und die muslimische Frauenorganisation Sāzemān-e Zanān-e Musalmān. Diese fünf Sektionen bildeten von nun an die Hauptstützen der Mudschahedin. Sie sollten die Mudschahedin vor einer Reihe realer und vermeintlicher Feinde schützen: vor Militäroffizieren im Falle eines königstreuen Staatsstreichs, vor den USA für den Fall einer Invasion und vor den schiitischen Geistlichen, falls diese die Revolutionsgarden auf sie loslassen würden.

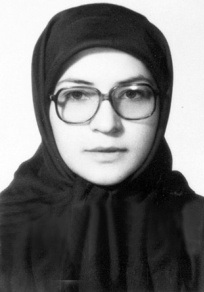
Aschraf Rabīʿī

Die Führungsspitze der neu formierten Mudschahidin bestand aus einer eng verbundenen Gruppe junger Kämpfer mit sehr ähnlichem sozialen, regionalen und bildungsmäßigen Hintergrund. Es handelte sich überwiegend um Studenten und junge Hochschulabsolventen aus der traditionellen Mittelschicht, die in Teheran oder in den persischsprachigen Zentralprovinzen geboren waren und sich aus der Zeit im Qasr-Gefängnis oder von der Zeit an der Universität kannten. Die Muslimische Frauenorganisation wurde überwiegend von weiblichen Verwandten der Mudschahedin-Führer geleitet. Die prominenteste unter ihnen, war Aschraf Rabīʿī, die 27-jährige Witwe eines prominenten Märtyrers der Mudschahedin. Sie heiratete Massoud Rajavi kurz nach der Revolution und wurde später als „Symbol revolutionärer Weiblichkeit“ gefeiert. Obwohl sie kurz nach der Islamischen Revolution relative Freiheit genossen, blieben die Volksmudschahedin vom Charakter her eine Untergrundorganisation: Sie führten in den darauffolgenden Jahren kein einziges Mal Wahlen für ihre Spitzenpositionen durch und beriefen kein einziges Mal eine landesweite Konferenz ihrer regionalen Vertreter oder einen Delegiertenkongress ein, um ihre Strategie und Taktik auszuarbeiten.
Ideologisch hielt die neue Führung an den wichtigsten Lehren der frühen Modschahedin fest. Dies lässt sich an einer Reihe von Vorlesungen erkennen, die unmittelbar nach der Revolution von Massoud Rajavi am Polytechnikum Teheran gehalten von der Organisation bald als ihr wichtigstes ideologisches Handbuch veröffentlichte wurden. Diese Vorlesungen trugen den Titel Tabāyun-i ǧahān („Die Gegensätzlichkeit der Welt“) und den Untertitel Qawāʾed-o mafhūm-e takāmol: Āmūzeš-e īdeʾūlūžīk-e Sāzmān-e Moǧāhedīn-e Ḫalq-e Īrān („Die Regeln und das Konzept der Evolution: die ideologischen Lehren der Volksmudschahedin Irans“). Sie wiederholten viele der Lehren der frühen Mudschahedin über historischen Materialismus, Klassenkampf, die Beziehung zwischen Basis und Überbau, die Transformation vom Feudalismus zum Kapitalismus und die notwendige Entstehung der klassenlosen Tauhidi-Gesellschaft.
Ende Februar 1979 gab die Organisation außerdem ein 14-Punkte-Programm mit dem Titel „Unsere minimalen Erwartungen“. Darin forderte sie unter anderem die Verstaatlichung aller großen Banken und Fabriken, die Aufhebung aller Konzessionen gegenüber ausländischen Mächte, die Schaffung einer egalitären Volksarmee ohne ausländische Berater, ein Ende der Diskriminierung „nationaler Minderheiten“ wie Arabern, Türken und Kurden, die Anerkennung von Frauenrechten einschließlich des Rechts auf gleichen Lohn für gleiche Arbeit und den Beitritt zur Gemeinschaft der Blockfreien Staaten. Um ihr Programm bekannt zu machen, gaben die Mudschahedin ab Ende Juli 1979 die Wochenzeitung Mudschahed heraus.

### Kooperation mit den beiden Regierungen

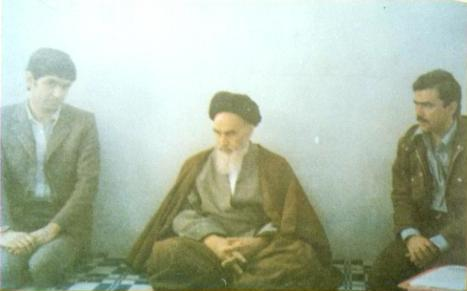
Massoud Rajavi (rechts) und Musa Khiabani bei Chomeini am 28. April 1979

In der Zeit unmittelbar nach der Revolution wurden die Mudschahedin sowohl von der provisorischen Regierung von Mehdi Bāzargān als auch von der klerikalen Schattenregierung umworben. Beide Seiten instrumentalisierten systematisch das Andenken an die jungen muslimischen Mudschahidin, die im Kampf gegen das Pahlavi-Regime gefallen waren. Bazargan lobte die Mudschahedin als Enkel seiner Iranischen Befreiungsbewegung und machte einen ihrer Sympathisanten zum Gouverneur von Chorasan. Ayatollah Mohammad Beheschti hielt im Februar 1979 eine Rede, in der er die Mudschahedin zusammen mit Imam Chomeini und Ali Shariati als die drei Hauptsäulen der Islamischen Revolution bezeichnete. Chomeini gewährte außerdem Rajavi zwei Tage nach der Revolution eine geheime Audienz und empfing ihm am 28. April 1979 zu einem zweiten Treffen, bei auch Rajavis Assistent Musa Khiabani anwesend war.
Zwar teilten die Mudschahedin viele der Vorstellungen Chomeinis nicht teilten, doch versuchten sie an seiner Popularität und wachsenden Macht zu partizipieren. Um dieses Ziel zu erreichen, hielten sie sich in dieser Zeit strikt an den Grundsatz, Konfrontationen mit der klerikalen Schattenregierung zu vermeiden. Als Hedayatollah Matin-Daftari Anfang März 1979 die Nationale Demokratische Front ins Leben rief und alle Gruppen, denen ihre Freiheit wichtig war, aufforderte, eine breite Koalition zu bilden, hielten sich die Mudschahedin bedeckt. Und als Chomeini Ende März beim Referendum zur Staatsform Irans den Wählern die Wahl zwischen einer Islamischen Republik und einer Demokratischen Islamischen Republik verweigerte, schlossen sich die Mudschahedin nicht dem Boykott der Volksfedayin, der Demokratischen Nationalen Front, der Kurdischen Demokratischen Partei und den verschiedenen säkularen Frauenorganisationen an, sondern warnten stattdessen, dass der Imperialismus darauf aus sei, alle internen Meinungsverschiedenheiten auszunutzen, und dankten „unserem großen Vater“ für die Aufnahme des Kampfes gegen die 2500-jährige Monarchie. Und als sich im April die Kurden in Mahabad, die Turkmenen in der Turkmen Sahra, die Araber in Chorramschahr und die Belutschen in Zahedan erhoben und Landreformen, Provinzautonomie, kulturelle Rechte und Schutz vor den klerikalen Komitees forderten, warnten die Mudschahedin, der Imperialismus versuche, die separatistischen Bewegungen auszunutzen, und kritisierten die Fedayin für die Förderung solcher Tendenzen.
In einer Proklamation, die die Mudschahedin Ende März 1979 veröffentlichten, erklärten sie, dass sie ihre unmittelbare Aufgabe darin sähen, die Wiederholung eines imperialistischen Staatsstreichs wie im Jahre 1953 zu verhindern. Um einer solchen Konterrevolution vorzubeugen, forderten sie die Auflösung der Armee und die Bildung einer Massenmiliz. Wenn die Nation nicht vereint hinter Imam Chomeini stehe, so betonten sie, würden die Imperialisten versucht sein, ihr Vorgehen von 1953 zu wiederholen. Der Plan der Organisation bestand damals darin, sich als bewaffneter Arm des neuen iranischen Staates zu etablieren und so ihr Überleben innerhalb des Staates zu sichern.

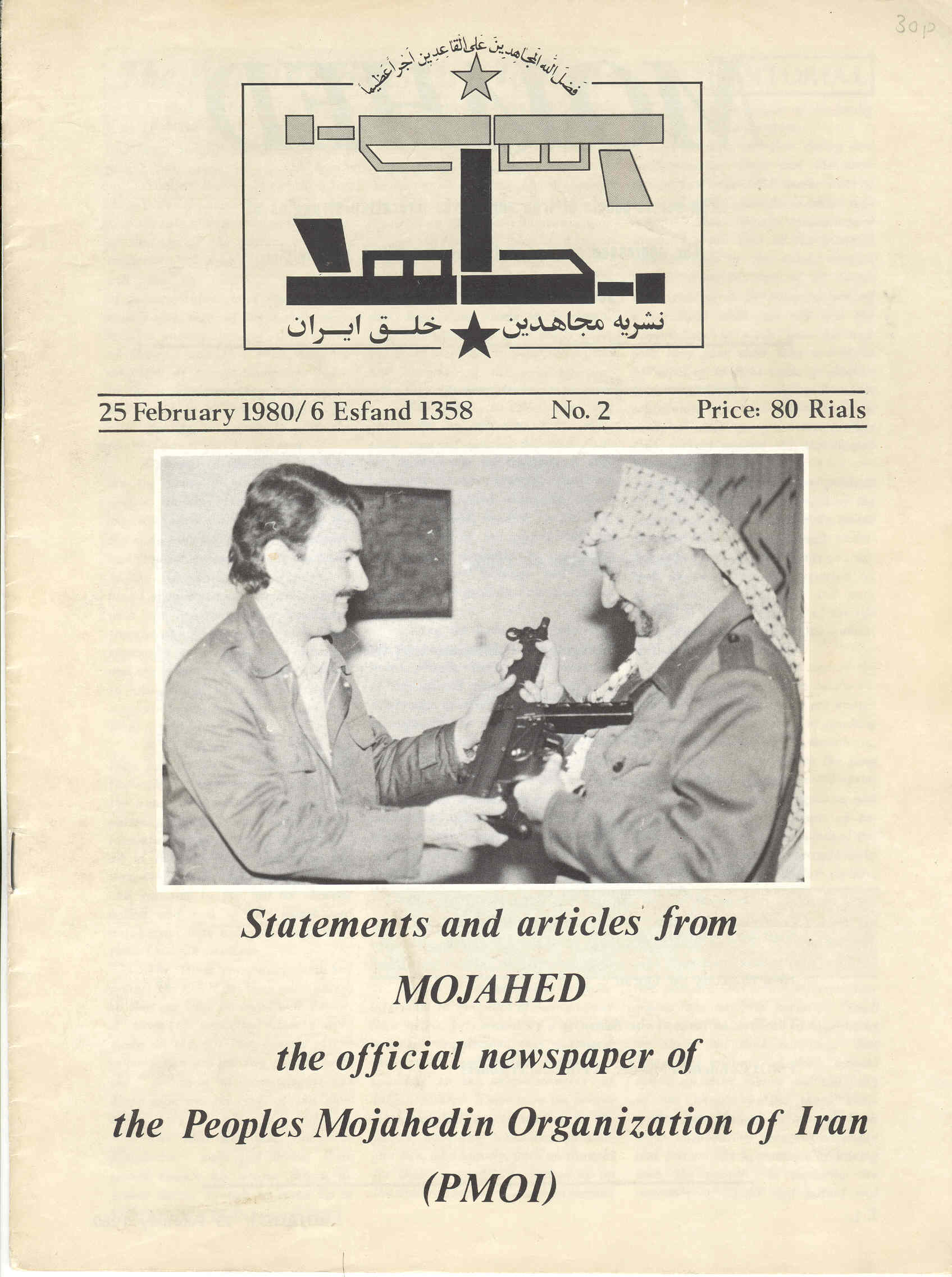
Massoud Rajavi und Yasser Arafat auf der Titelseite von Mudschahed

Radio und Fernsehen brachten in dieser Zeit häufig Interviews mit Verwandten von Märtyrern der Mudschahedin und berichteten ausführlich über die Prozesse gegen SAVAK-Funktionäre, die des Mordes an ihren Aktivisten angeklagt waren. Die großen Zeitungen wie Ettelā'āt und Keyhan brachten täglich Artikel über die Probleme und Leiden der frühen Mudschahedin. Sie veröffentlichten auch regelmäßig Artikel über die Aktivitäten ihrer Führer, wie Rajavis Heirat und sein vielbeachtetes Treffen mit dem PLO-Führer Yasser Arafat. Mehrere Hochschulen wurden nach Anführern der Modschahedin umbenannt. Die Massenmedien, insbesondere die von den schiitischen Geistlichen dominierten Fernsehsender, machten Hanifnezhad, Rezai, Scharif-Vaghefi und andere Helden der Mudschahedin in dieser Zeit zu allgemein bekannten Namen.

### Die ersten Konflikte mit der klerikalen Schattenregierung
Allerdings gab es in dieser Zeit schon die ersten Scharmützel zwischen den Mudschahedin und der klerikalen Schattenregierung. Auslöser dafür war, dass Mitte April 1979 ein Teheraner Nachbarschaftskomitee zwei Söhne von Ayatollah Mahmud Taleghani festgenommen hatte, weil sie Waffen bei sich trugen. Am folgenden Tag strömten die Mudschahedin, unterstützt von anderen Gruppen, auf die Straße, um ihre uneingeschränkte Solidarität mit Taleghani zu zeigen, der gegen dieses Vorgehen protestiert hatte. In der Proklamation der Mudschahedin, in der sie die Demonstration ankündigten, beklagten sie, „finstere Mächte“ würden planen, „die Macht zu monopolisieren“, und „reaktionäre Individuen“ würden die Errichtung einer „neuen Diktatur“ planen. Die Mudschahedin boten außerdem an, ihre gesamte Organisation dem persönlichen Kommando von Ayatollah Taleghani zu unterstellen. Daraufhin wurden in den folgenden Tagen die Büros der Mudschahedin in mehreren Provinzstädten, vor allem in Yazd, Kaschan und Abadan, von Schlägertrupps angegriffen.
Der zweite Zusammenstoß ergab sich, als eines der Teheraner Revolutionskomitees Muhammad Reza Saadati, ein führendes Mitglied der Mudschahedin festnahm, nachdem er in der sowjetischen Botschaft Interviews durchgeführt hatte. Die Mudschahedin gaben bekannt, dass Saadati aus Protest gegen seine anhaltende Inhaftierung in einen Hungerstreik getreten sei und auch die führenden Mudschahedin-Familien bis zu seiner Freilassung einen Sitzstreik im Justizministerium veranstalten würden. Während dieser Krise kritisierten die Modschahedin, dass Reaktionäre Imam Chomeini umzingelt hätten und ihn von den Mudschahedin fernhielten.
Als die Saadati-Krise abgeflaut war, kehrten die Mudschahedin aber zu ihrer nichtkonfrontativen Haltung zurück. So beteiligten sie sich auch in den ersten Augustwochen am Wahlkampf für den Expertenrat. Sie stellten für diese Wahlen 26 eigene Kandidaten auf: Rajavi in Teheran, Khiabani, Ahmad Hanifnezhad und zwei weitere in Aserbaidschan, elf in den Zentralprovinzen, sechs in der Kaspischen Region und vier in Chorasan. In den letzten Tagen des Wahlkampfs schickten die Mudschahedin allerdings einen offenen Klagebrief an Imam Chomeini. Darin beklagten sie sich, dass ihnen im Fernsehen, der Hauptinformationsquelle der überwiegenden Mehrheit, nicht die gleiche Sendezeit zugestanden würde wie die anderen Gruppen; dass eine „nicht näher bezeichnete Partei“ ihren Namen missbrauche und aus dem Andenken an die jüngsten Märtyrer Kapital schlage; dass dieselbe „nicht näher bezeichnete Partei“ die Stimmzettel von Analphabeten ausfüllte; und dass in einigen Randgebieten bewaffnete Hooligans die Opposition körperlich einschüchterten. Letztlich schafften es die Mudschahedin bei diesen Wahlen nicht, ihre eigenen Kandidaten durchzubringen.
Nach den Wahlen und während der letzten drei Monate der provisorischen Regierung begannen die klerikalen Komitees die Linke einschließlich der Mudschahedin zunehmend zu schikanieren. Hezbollahis besetzten im Zuge ihres Generalangriffs auf die Linke die Büros der Mudschahedin in Ahvaz, Buschehr, Abadan und Isfahan und versuchten auch, das Hauptquartier der Mudschahedin in Teheran zu übernehmen, mit der Begründung, dieses Gebäude habe die Pahlavi-Stiftung beherbergt und müsse nun der Mostazafin-Stiftung gehören. Der Besetzungsversuch konnte nur dadurch vereitelt werden, dass 2.000 Mitglieder der Muslimischen Studentenorganisation vor dem Gebäude eine Menschenkette bildeten. Dennoch hielten die Modschahedin an ihrer Loyalität gegenüber Imam Chomeini fest. Im Oktober 1979 schrieben sie einen offenen Brief an seinen Sohn Ahmad Chomeini, in dem sie sich über einige willkürliche Komitehs beschwerten, aber versprachen, „immer die fortschrittliche Geistlichkeit zu unterstützen, insbesondere Seine Hoheit, den Großayatollah Imam Chomeini“.

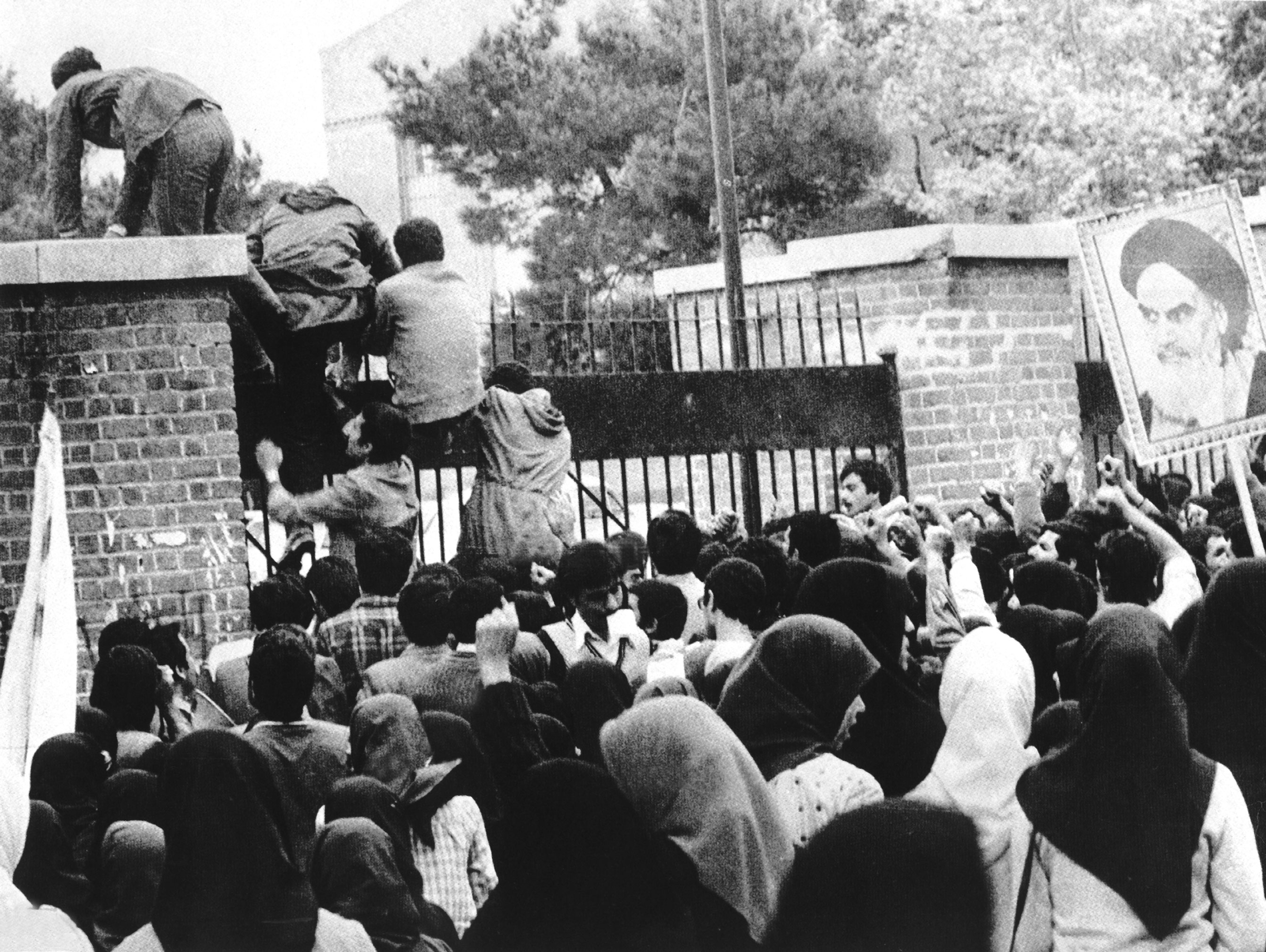
Die Besetzung der amerikanischen Botschaft am 4. November 1979

Als Anfang November 1979 die „Studenten der Linie des Imam“ die amerikanische Botschaft besetzten, unterstützten Mudschahedin sie, gründeten eine neue Organisation namens Milischiā-ye Modschahedin-e Khalgh („Miliz der Volksmudschahedin“) und riefen zur nationalen Mobilisierung auf, um das Land auf eine mögliche US-Invasion vorzubereiten.
Allerdings weigerten sich die Mudschahedin, an dem Referendum vom 2./3. Dezember teilzunehmen, bei dem die von der Expertenversammlung ausgearbeitete Verfassung ratifiziert werden sollte, obwohl Chomeini alle „guten Muslime“ aufgefordert hatte, mit Ja zu stimmen. Dies war der erste entscheidende Punkt, bei dem sie Chomeini offen widersprachen. Die Mudschahedin boykottierten das Referendum und bemängelten, dass die neue Verfassung weder echte Räte vorsehe, noch ausländische Besitztümer verstaatliche; sie garantiere weder allen Nationalitäten die gleiche Behandlung, noch lege sie eine Obergrenze für landwirtschaftliches Grundeigentum fest und, was am wichtigsten war, verwirkliche auch nicht das Konzept der „klassenlosen tauhidi-Gesellschaft“. Bei ihrer Kritik an der Verfassung wiesen die Mudschahedin darauf hin, dass Mahmud Taleghani vor seinem Tod so desillusioniert von der Expertenversammlung gewesen sei, insbesondere von ihrem Konzept der Welāyat-e Faqih, dass er die meisten ihrer Sitzungen boykottiert habe.

### Ausschluss von der Präsidentschaftswahl und neue Angriffe der Hezbollah
Nach der Ratifizierung der Verfassung versuchten die Mudschahedin, Massoud Rajavi als ihren Kandidaten ins Rennen um die Präsidentschaftswahl im Januar 1980 zu schicken. Rajavis Kandidatur wurde nicht nur von den zahlreichen Unterorganisation der Mudschahedin unterstützt, sondern auch von einer großen Anzahl unabhängiger Organisationen, darunter den Volksfedayin, der Nationalen Demokratischen Front, der Kurdisch-Demokratischen Partei, der Kurdisch-Revolutionären Arbeiterpartei (Komalah), der Gesellschaft iranischer Sozialisten, der Gesellschaft für die kulturellen und politischen Rechte der Turkmenen, der Gesellschaft junger Assyrer und der Gemeinsamen Gruppe der armenischen, zoroastrischen und jüdischen Minderheiten. Rajavi erhielt auch die Unterstützung einer großen Zahl prominenter Persönlichkeiten, darunter der Essayist Manouchehr Hezarkhani und die Historikerin Homa Nategh. Chomeini schloss Rajavi jedoch von der Wahl aus, mit dem Argument, dass man denjenigen, die die Verfassung nicht unterstützt hätten, nicht trauen könne, sich auch an diese zu halten. So konnten die Modschahedin bei den Präsidentschaftswahlen Ende Januar nicht mit einem eigenen Kandidaten antreten.
Nach dem Sieg Abolhassan Banisadrs starteten die Mudschahedin ihren Wahlkampf für die Parlamentswahlen, die in mehreren Runden von Februar bis Mai 1980 stattfanden. Sie traten bei diesen Wahlen mit insgesamt 127 Kandidaten an. Derweil griff Chomeini die Mudschahedin in seiner Nouruz-Ansprache erstmals öffentlich, wenn auch noch verschleiert, an, indem er vor den Gefahren des „Eklektizismus“ (elteqāṭīgarī) warnte und erklärte, gewisse namentlich nicht genannte Intellektuelle, die mit der „westlichen Pest“ infiziert seien, versuchten, den Islam mit Marxismus zu vermischen. Hezbollahis griffen auf Betreiben der klerikalen Islamisch-Republikanischen Partei (IRP) Büros, Druckereien und Wahlkundgebungen der Mudschahedin in Teheran und verschiedenen anderen Städten an, wobei drei Menschen zu Tode kamen und über 1000 verletzt wurden. Bei dem Angriff auf eine Kundgebung in Teheran, an der 200.000 Menschen teilnahmen, wurden 23 Sympathisanten der Mudschahedin schwer verletzt. Diese Vorfälle veranlassten die Mudschahedin, ihre neu gegründete Miliz zur Verteidigung ihrer Kundgebungen einzusetzen. Trotz dieser Angriffe priesen die Mudschahedin Chomeini weiterhin als ihren „lieben Vater“, der Iran sowohl vom „US-Imperialismus“ als auch von der 2500 Jahre alten Monarchie befreit habe.
Zwar hatten die Mudschahedin bei den Parlamentswahlen die Unterstützung mehrerer Organisationen und konnten in den Provinzen 20 Prozent der Stimmen sammeln, doch errangen sie durch das spezielle Wahlsystem keinen einzigen Sitz. Am Ende der Wahlen gelangten sie zu dem Schluss, dass sie zwar über genügend Unterstützung in der Bevölkerung verfügten, um ein Gegengewicht zu den Machtstrukturen der Geistlichen zu bilden, man ihnen aber nicht gestatten würde, als loyale parlamentarische Opposition innerhalb der Islamischen Republik aufzutreten.

### Eskalation des Konflikts mit den Geistlichen und das Bündnis mit Banisadr
Nach den Parlamentswahlen eskalierte der Konflikt der Mudschahedin mit den schiitischen Geistlichen. Mitte 1980 beschimpften Geistliche aus dem Umfeld Chomeinis die Mudschahedin offen als Monāfeqin, Kāfer und „Eklektiker“ und unterstellten ihnen, sie seien bezahlte Agenten der USA und der UdSSR sowie der „internationalen jüdisch-kommunistischen Verschwörung“. Die Rundfunk- und Fernsehsender und die Zeitungen, die die IRP unterstützten, beschuldigten die Mudschahedin, die Führung des Imams in Frage zu stellen, die Islamische Revolutionsgarde zu sabotieren, die Streitkräfte auflösen zu wollen, die „zionistische“ Zeitung Āyandegān zu unterstützen, mit Armeeoffizieren des Schah-Regimes zu intrigieren, das Ergebnis der Parlamentswahlen abzulehnen, die Regierung als „reaktionär“ zu diffamieren und nicht nur mit pro-amerikanischen Liberalen, sondern auch mit pro-sowjetischen Kommunisten und faschistischen irakischen Baathisten zu sympathisieren. Auch die „Studenten der Linie des Imam“, die die US-Botschaft besetzt hielten, stimmten in den Kanon der Kritik ein. Sie beschimpften die Mudschahedin als heimliche Marxisten, die mit den „proamerikanischen Liberalen“ gemeinsame Sache machten. Lotfollah Maysami, der blinde Ingenieur, der die Organisation 1976 verlassen hatte, veröffentlichte einen offenen Brief, in dem er die Mudschahedin beschuldigte, sie würden dem Zionismus helfen und den antiimperialistischen Kampf verraten.
Umgekehrt äußerten nun auch die Mudschahedin ihre Kritik an der Islamischen Republik im Allgemeinen und der Islamisch-Republikanischen Partei (IRP) immer lautstarker. Ende 1980 beschuldigten sie Chomeinis Gefolge und insbesondere die IRP, sie würden „die Macht monopolisieren“, die Revolution „entführen“, „demokratische Rechte“ mit Füßen treten und die Errichtung einer „faschistischen“ Einparteiendiktatur planen. Auf politischer Ebene attackierten die Mudschahidin das Regime, weil es Kundgebungen und Versammlungen störte, Zeitungen verboten und Buchhandlungen niederbrannte, Wahlen manipulierte und Universitäten schloss, politische Aktivisten entführte, inhaftierte und folterte. Als Anfang 1981 Chomeini entschied, die amerikanischen Geiseln freizulassen, behaupteten die Mudschahidin, das Regime habe „vor dem Imperialismus kapituliert“, denn es habe den USA Milliarden von Dollars übergeben und nichts dafür bekommen. Auf sozialer Ebene kritisierten die Mudschahedin, dass es dem Regime nicht gelungen sei, die großen Probleme des Landes zu lösen: Analphabetismus, schlechte Gesundheit, Unterernährung, Prostitution, Glücksspiel, Drogensucht und mangelhafte Bildungseinrichtungen. Außerdem brachten sie das Thema der Korruption auf: So veröffentlichten sie interne Dokumente der eigentlich wohltätigen Zwecken dienenden Mostazafan-Stiftung, aus denen hervorging, dass diese klerikale Zeitungen subventionierte, Arbeitsplätze für „nette“ Funktionäre bereitstellte und enteignetes Eigentum des Königshauses zu lächerlich niedrigen Preisen auf dem Basar heimlich an Freunde der IRP verscherbelte.

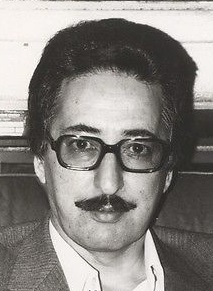
Präsident Abolhassan Banisadr

Bis Anfang 1981 hatten die Behörden die Büros der Mudschahidin geschlossen, ihre Zeitungen verboten und Haftbefehle gegen einige ihrer Anführer erlassen. Auf diese Weise zwangen sie die Organisation in den Untergrund. Um ihre Position gegenüber der herrschenden IRP zu verbessern, schmiedeten die Mudschahedin ein Bündnis mit Präsident Abolhassan Banisadr. Im Gegenzug für seine Unterstützung erklärten sie sich bereit, seine Kundgebungen zu schützen, in seinem Namen Demonstrationen zu organisieren und die Forderung nach einer Auflösung der Armee fallen zu lassen. Als Banisadr am 5. März 1981 bei einer Protestkundgebung vor 100.000 Menschen in der Universität von Teheran sprach, bewachten die Modschahedin die Kundgebung. Als die Hezbollah-Anhänger mit dem Ruf „Nieder mit den Liberalen und Heuchlern“ ihren erwarteten Angriff starteten, umzingelte die Miliz der Mudschahedin sie und entwaffnete sie. Am 27. April organisierten die Modschahedin einen Massenmarsch von 150.000 Menschen im Zentrum Teherans, um sowohl gegen die Schließung von Banisadrs Zeitung als auch gegen die Ermordung von vier Demonstranten in Qaem-Schahr zu protestieren. Der Marsch wurde von der Miliz der Mudschahidin so gut geschützt, dass die Hezbollah keinen Versuch unternahm, ihn zu stören. Als am folgenden Tag der Generalstaatsanwalt alle weiteren Demonstrationen der Mudschahedin verbot, forderten die Mudschahedin Banisadr in einem Brief als „höchste Staatsautorität“ auf, die Rechte der Bürger zu schützen, insbesondere ihr Recht, friedlich zu demonstrieren.
Am 12. Juni tauchte Banisadr bei den Führern der Volksmudschahedin unter und richtete einen offenen Brief an die Nation, in dem er argumentierte, dass er als wahrer Muslim keine andere Wahl habe, als dem Beispiel von Imam Husain zu folgen und Widerstand gegen die Unterdrückung zu leisten. Einen Tag später riefen die Mudschahedin unter Missachtung des gegen sie verhängten Demonstrationsverbots die Bevölkerung dazu auf, auf die Straße zu gehen und die Forderung des Präsidenten nach einem nationalen Referendum zur Beilegung der Differenzen zwischen ihm und den „Monopolisten“ der IRP zu unterstützen. Die Mudschahedin veröffentlichten außerdem ein Militärkommuniqué, in dem sie ankündigten, dass sie sich in Zukunft „selbst verteidigen“ würden. Am 18. Juni ließen sie verlauten, dass sie „revolutionären Widerstand in all seinen Formen“ und „revolutionäre Gerechtigkeit“ gegen ihre Widersacher üben würden. Chomeini warnte am selben Tag im Fernsehen, dass die Islamische Republik von einer Allianz aus Nationalisten, kommunistischen Ungläubigen und Heuchlern angegriffen werde, die sich als die Mudschahedin ausgäben. Und am 19. Juni 1981 riefen die Mudschahedin und Banisadr die ganze Nation dazu auf, am nächsten Tag auf die Straße zu gehen und Widerstand gegen die „Monopolisten“ der IRP zu leisten, die einen geheimen Staatsstreich durchgeführt hätten. Bei den Massenkundgebungen am folgenden Tag, bei denen allein in Teheran 500.000 Menschen teilnahmen, wurden 23 Demonstranten vor Ort hingerichtet. Schon bald danach erklärten Mudschahedin den 20. Juni zu ihrem Aschura, ihren Schwarzen Freitag, ihren Juni 1963 und zum Beginn ihres bewaffneten Kampfes gegen Chomeini.

### Terror und Exekutionen

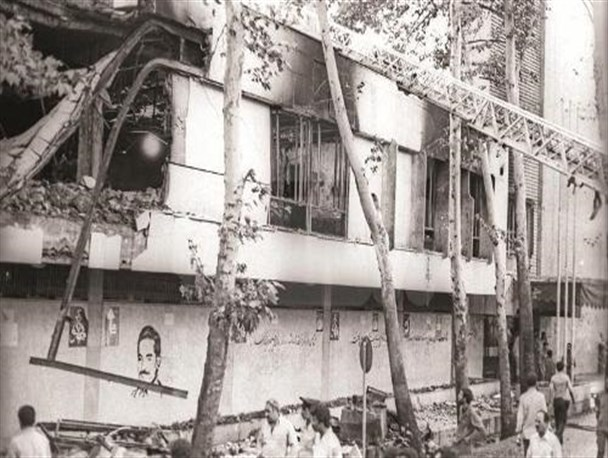
Trümmer nach dem Bombenanschlag auf Präsident Mohammad Ali Radschai und Premierminister Mohammad Dschawad Bahonar am 30. August 1981

Am 28. Juni 1981 erfolgte ein Bombenanschlag auf das Parteigebäude der IRP mit 95 Toten, darunter dem Parteiführer Mohammad Beheschti, für den das Regime die Mudschahedin verantwortlich machte, das aber wahrscheinlich nicht von ihnen ausgeführt wurde. Auch die Verantwortung für den Bombenanschlag am 30. August 1981, bei dem der neue Präsident Mohammad Ali Radschai und Premierminister Mohammad Dschawad Bahonar getötet wurde, wurde den Mudschahedin zugeschrieben. Gesichert ist allerdings, dass die Mudschahedin in dieser Zeit eine Reihe von Selbstmordanschlägen ausführten. So überfiel am 6. Juli eine als Revolutionsgarden verkleidete Mudschahedin-Gruppe außerhalb von Amol Hoddschat al-Islam Schariati-Fard, den Chefankläger von Gilan, und tötete ihn. Am 4. August ermordete eine andere Mudschahedin-Gruppe am helllichten Tag mitten in Teheran den IRP-Führer Ayat, der den Plan für Banisadrs Sturz ausgearbeitet hatte. Und am 11. September zündete ein 22-jähriger Mudschahed beim Freitagsgebet in Täbris in der Nähe des Vorbeters Ayatollah Bahā ad-Din Madani zwei Handgranaten, wobei er sich selbst, sein beabsichtigtes Opfer und siebzehn Revolutionsgarden tötete. Weitere Opfer von Attentaten der Modschahedin waren der Generalstaatsanwalt, der Polizeichef, der Direktor des Evin-Gefängnisses, der Gouverneur von Gilan, der Pasdar-Kommandeur von Täbris und die Freitagsprediger von Schiras, Rascht, Yazd und Kermanschah.
Die Islamische Republik reagierte auf die Attentate mit Propaganda und Exekutionen. Die Feindbezeichnung Monafeqin, die schon das Schah-Regime für die Mudschahedin verwendet hatte, erhielt nun eine andere Bedeutung: Das Revolutionsregime verbreitete, die Mudschahedin hätten von Anfang an die Loyalität gegenüber Chomeini und der Islamischen Republik nur vorgetäuscht; der Ausbruch der offenen Feindseligkeiten sei nur die Offenlegung dessen, was sie von Anfang an gewollt hätten. Diese ist auch in den zu dieser Zeit vom iranischen Fernsehen ausgestrahlten „Bekenntnissen“ im Gefängnis „umerzogener“ ehemaliger Mudschahedin
zu finden. Mit der Begründung, sie seien Monafeqin, die im Auftrag ausländischer Mächte einen unheiligen Krieg führten, ließ das Regime nun massenweise Mitglieder der Mudschahedin hinrichten. Die Zahl der angekündigten Hinrichtungen stieg steil an und erreichte im September 600, im Oktober 1.700 und im Dezember 2.500.
Umgekehrt prahlten die Mudschahedin mit insgesamt 868 „revolutionären Hinrichtungen“ oder Morden an Regimeanhängern zwischen Ende Juni 1981 und Ende Oktober 1983. Allerdings kam bei den in verschiedenen Städten Irans tobenden Kämpfen mit Regierungstruppen bis Mai 1982 die Mehrheit der MEK-Aktivisten und MEK-Führungskader ums Leben. Den schwersten Rückschlag erlitten die Mudschahedin im Februar 1982, als ihr wichtigstes Untergrundversteck in Teheran von den Pasdaran entdeckt wurde, die Musa Khiabani und mindestens acht weitere Spitzenführer töteten, darunter auch Massoud Rajavis Ehefrau Aschraf Rabīʿī. So nahm konsequenterweise auch die Zahl der von den Mudschahedin verübten Attentate und bewaffneten Angriffe im Laufe der Zeit immer weiter ab: vom Höchststand von drei pro Tag im Juli 1981 auf fünf pro Woche im Februar 1982 und auf fünf pro Monat im Dezember 1982. Anfang 1983 beschlossen die Mudschahedin, ihre Attentatskampagne einzuschränken und stattdessen mehr Freiwillige zur Unterstützung des Guerillakriegs in Kurdistan zu schicken. So errichteten sie Stützpunkte in der kurdischen Region Sardascht an der irakischen Grenze.

## Soziale Basis der Mitglieder
Ein genaues Bild von der sozialen Basis der Mudschahedin in den 1970 und frühen 1980er Jahren lässt sich man aus ihrem detaillierten Verzeichnis der gefallenen Helden mit dem Titel „Die ewigen Märtyrer der Freiheit: die Namen und spezifischen Informationen zu 12.028 Märtyrern der neuen iranischen Revolution“ von 1985 gewinnen. Demnach gehörte die Mehrheit der Mudschahedin der jungen gebildeten Mittelschicht an und war männlich. Angestellte machten 40 Prozent der Mudschahedin-Mitglieder aus. Weitere 45 Prozent waren Schüler weiterführender Schulen sowie von Berufs- und Fachschulen. Auf diese Bevölkerungsschicht übten die Mudschahedin mit ihrer Verbindung aus Schiitentum, Modernismus und sozialem Radikalismus eine besondere Anziehungskraft aus. Der Beitritt zu den Mudschahedin bedeutete – anders als der Beitritt zu einer rein marxistischen Organisation – nicht, dass man seine Bindungen zu Familienwerten, häuslichen Bräuchen oder kindlichen Glaubensvorstellungen aufgeben musste. Ingenieure waren bei den Mudschahedin besonders prominent vertreten.
Die ältere Generation fühlte sich dagegen zum großen Teil nicht von den Mudschahedin angesprochen. Nur sehr wenige ältere Berufstätige und Intellektuelle aus säkularen Familien schlossen sich ihnen an. Auch Frauen aus modernen Mittelklassefamilien scheuten die Mudschahedin, weil sie sich von ihrem Frauenbild abgestoßen fühlten. Homa Nategh zum Beispiel kritisierte 1983, dass die Mudschahedin ihre weiblichen Mitglieder trotz ihrer Rhetorik nicht besser als „Schafe“ behandelten. Radikale Frauen schlossen sich deswegen lieber den Frauenabteilungen der verschiedenen marxistischen Gruppen an.
Auch gelang es den Mudschahedin nicht, eine landesweite Arbeiterbewegung aufzubauen. Abrahamian führt dafür drei Gründe an: (1) den Mudschahidin mangelte es von Anfang an an Gewerkschaftsführern und -organisatoren, die aus der Arbeiterklasse stammten; (2) die staatlichen Behörden erlaubten es den Mudschahedin nicht immer, offen zu agieren, insbesondere nicht in der hochsensiblen Ölindustrie; (3) die Volksmudschahedin waren in den meisten großen Fabriken einer harten Konkurrenz durch die Islamische Republikanische Partei und durch die marxistische Linke ausgesetzt. Zu letzterer gehörten die Tudeh-Partei, die Volksfedayin, die Peykar-Organisation, Rāh-e Kārgar und die Union Iranischer Kommunisten. Auch auf dem Land konnten die Mudschahedin nur wenige Anhänger gewinnen.
Obwohl die Mudschahedin bis 1981 eine landesweite Organisation geworden waren, erstreckte sich ihre Präsenz vor allem auf vier Regionen: 1. Teheran, 2. die zentrale Region von Semnan, Zandschan, Hamadan, Isfahan, Fars, Yazd und Kerman, 3. Chorasan, insbesondere Nord-Chorasan, und 4. die kaspischen Provinzen Gilan und Mazandaran. In den nichtpersischen und nichtschiitischen Regionen waren die Mudschahedin dagegen verhältnismäßig schwächer vertreten, insbesondere in Aserbaidschan, Kurdistan, Chuzestan, Lurestan, Sistan und Belutschistan. Die Stärke der Mudschahedin in Teheran, Nord-Chorasan und den zentralen Provinzen lag nach Abrahamian aber nicht nur daran, dass diese Regionen schiitisch und persischsprachig waren, sondern auch daran, dass sie zu den am stärksten urbanisierten Teilen Irans zählten und daher am meisten vom Pahlavi-Regime profitiert hatten.

## Aktivitäten im Pariser Exil (1981–1986)

### Die Gründung des Nationalen Widerstandsrats
Als klar wurde, dass der Aufstand vom Juni 1981 gescheitert war, beschloss Massoud Rajavi, Iran zu verlassen und den Kampf vom Ausland aus fortzusetzen. Mit einer Boeing 707 der Iranischen Luftwaffe, die von Piloten der Mudschahedin übernommen wurde, flog er am 29. Juli 1981 mit Banisadr nach Paris. In den nächsten Wochen veröffentlichten Banisadr und Rajavi ein Manifest, das sie als Pakt (mīs̱āq) bezeichneten, und gründeten den Nationalen Widerstandsrat Irans (Šūrā-ye Mellī-ye Moqāvamat). Nach Rajavis Vorstellung sollten die Mudschahedin und der Widerstandsrat, sobald das Regime der Islamischen Republik aufgrund seiner eigenen Inkompetenz und Unbeliebtheit zusammenbrechen würde, bereit sein, als „einzige echte Alternative“ die Macht zu übernehmen. Die Mudschahedin glaubten, dass sie bald die eigentliche Regierung Irans werden würden, wenn die internationale Gemeinschaft sie als den wahren Vertreter des iranischen Volkes betrachten würde.
Um diesem Ziel näherzukommen, gründeten die Mudschahedin überall dort, wo es eine große Exilgemeinschaft gab, Zweigstellen. Massoud Rajavi hielt vielbeachtete Treffen mit prominenten Politikern ab, darunter mit Ahmed Ben Bella, dem ehemaligen Präsidenten Algeriens, und Walid Dschumblat, dem libanesischen Drusenführer. Darüber hinaus bemühten sich die Mudschahidin um die Unterstützung möglichst vieler prominenter Politiker, Gewerkschaftsführer, Akademiker, Kirchenführer und Menschenrechtsanwälte. Ab 1982 erhielten die Volksmudschahedin zudem politische, militärische und finanzielle Unterstützung vom irakischen Regime.
Die Mudschahedin versuchten zunächst, den Widerstandsrat zu einer möglichst breiten Koalition auszubauen. Im Sommer 1983 schloss er neben den Mudschahedin die Kurdische Demokratische Partei, die Nationale Demokratische Front, die Hoviyat-Gruppe, einen neuen Ableger der Volksfedayin und vier weitere linke Gruppen ein. Außerdem umfasste er eine Reihe von Organisationen, die von den Mudschahedin kontrolliert wurden: die Muslimische Studentenvereinigung, die Handwerkervereinigung, die Bewegung muslimischer Lehrer (Ǧonbeš-e Moʿallemīn-e Musalmān), die Union der Dozenten an Universitäten und höheren Bildungseinrichtungen und die von Jalal Ganjehi gegründete Eqameh-Gesellschaft, die sich bald in „Gesellschaft zur Verteidigung der Demokratie und Unabhängigkeit Irans“ (Ǧamʿīyat-e Defāʿ az demūkrāsī va esteqlāl-e Īrān) umbenannte.

### Monopolisierung des Widerstandsrats und Verwandlung in eine politisch-religiöse Sekte
Auch wenn sich die Nationale Front und die wichtigsten marxistischen Organisationen dem Widerstandsrat nicht anschlossen, konnten die Mudschahedin den Widerstandsrat anfangs zu einer breiten Koalition formen. Dieser Erfolg war allerdings nur von kurzer Dauer, denn 1984 kam es zu einer Reihe von Rücktritten: Zuerst zogen sich Banisadr und seine Anhänger zurück, dann kam es zum Rückzug der Kurdischen Demokratischen Partei, vieler linker Gruppen und der meisten prominenten Intellektuellen. Dies hatte nach Abrahamian zu einem großen Teil mit der Machtstruktur im Widerstandrat zu tun. Diejenigen, die dem Bündnis beigetreten waren, stellten bald fest, dass die Abstimmungsstruktur so war, dass die Mudschahedin und ihre Unterorganisationen die volle Kontrolle über alle wichtigen Entscheidungen behielten: Die Mudschahedin bestimmten, wer dem Widerstandsrat beitreten durfte, wer als „herausragende nationale Persönlichkeit“ volle Stimmrechte zu erhalten verdiente und wer den Widerstandsrat bei internationalen Treffen vertreten durfte. Außerdem irritierte die unverhohlene Bereitschaft der Mudschahedin, im Krieg gegen Iran offen Partei für das irakische Regime zu ergreifen, einige ihrer Verbündeten. Dieses Thema trat im Januar 1983 in den Vordergrund, als Rajavi zur Zeit der heftigsten Kampfhandlungen des Iran-Irak-Krieges ein viel beachtetes Treffen mit Tariq Aziz, dem stellvertretenden Premierminister des Irak, abhielt und mit ihm ein militärische Bündnis aushandelte.
Zudem änderte sich die Haltung der Mudschahedin gegenüber den anderen Gruppen, als sie erkannten, dass die erhoffte zweite Revolution nicht unmittelbar bevorstand, sondern ein langwieriger bewaffneter Kampf notwendig werden würde. Organisatorische Militanz gewann nun an Bedeutung gegenüber politischer Zweckmäßigkeit. Aufgrund dessen begannen die Mudschahedin selbst, „halbherzige Freunde“ aus dem Widerstandsrat zu drängen. Die veränderte Haltung wirkte sich auch auf das Alltagsleben der einfachen Mitglieder aus. Die im Exil lebenden Mudschahedin, insbesondere in den großen Städten Westeuropas, brachten die meisten ihrer Mitglieder in Gemeinschaftshaushalten unter und unterwarfen einer streng geordneten Hierarchie von Vorgesetzten, an deren Spitze der erste Vorgesetzte (masʾūl-e avval) Massoud Rajavi stand. Den Mitgliedern wurde es verboten, andere Zeitungen zu lesen als die der Mudschahedin, und die Bedeutung von Gehorsam und Disziplin wurde immer wichtiger, während die Prinzipien freie Meinungsäußerung, offene Diskussionen und interne Wahlen in den Hintergrund traten. Auf diese Weise verwandelten sich die Mudschahedin, in den Worten von Abrahamian, „von einer Massenbewegung in eine nach innen gerichtete Sekte“. Das Regime der Islamischen Republik nutzte in dieser Zeit einerseits das nationale Fernsehen umfassend für ideologische Angriffe auf die Mudschahedin und bemühte sich andererseits, sie international zu isolieren.
Rajavi hielt Versammlungen ab, die Neschest (wörtlich: „Sitzung“) genannt wurden, bei denen er allen Mitgliedern seine ideologische Botschaft vermittelte. Außerdem ließ er die Organisationsmitglieder tägliche Berichte verfassen. Während des Neschest wurde ihnen erklärt, was sie in ihren Berichten schreiben sollten, wann die Berichte fällig waren und was von ihnen erwartet wurde. Normalerweise wurde von den Mitgliedern verlangt, in jedem Bericht ihre Loyalität gegenüber dem Führer zu bekunden und ihre Hingabe bei jedem Neschest mündlich zu wiederholen. Durch diese und andere psychologische Tricks wurden alle Mitglieder der Organisation zu der Überzeugung gebracht, Rajavi müsse uneingeschränkt und blind unterstützt werden.

### Die Erhebung von Maryam Azodanlu zur gleichberechtigten Führerin als „ideologische Revolution“

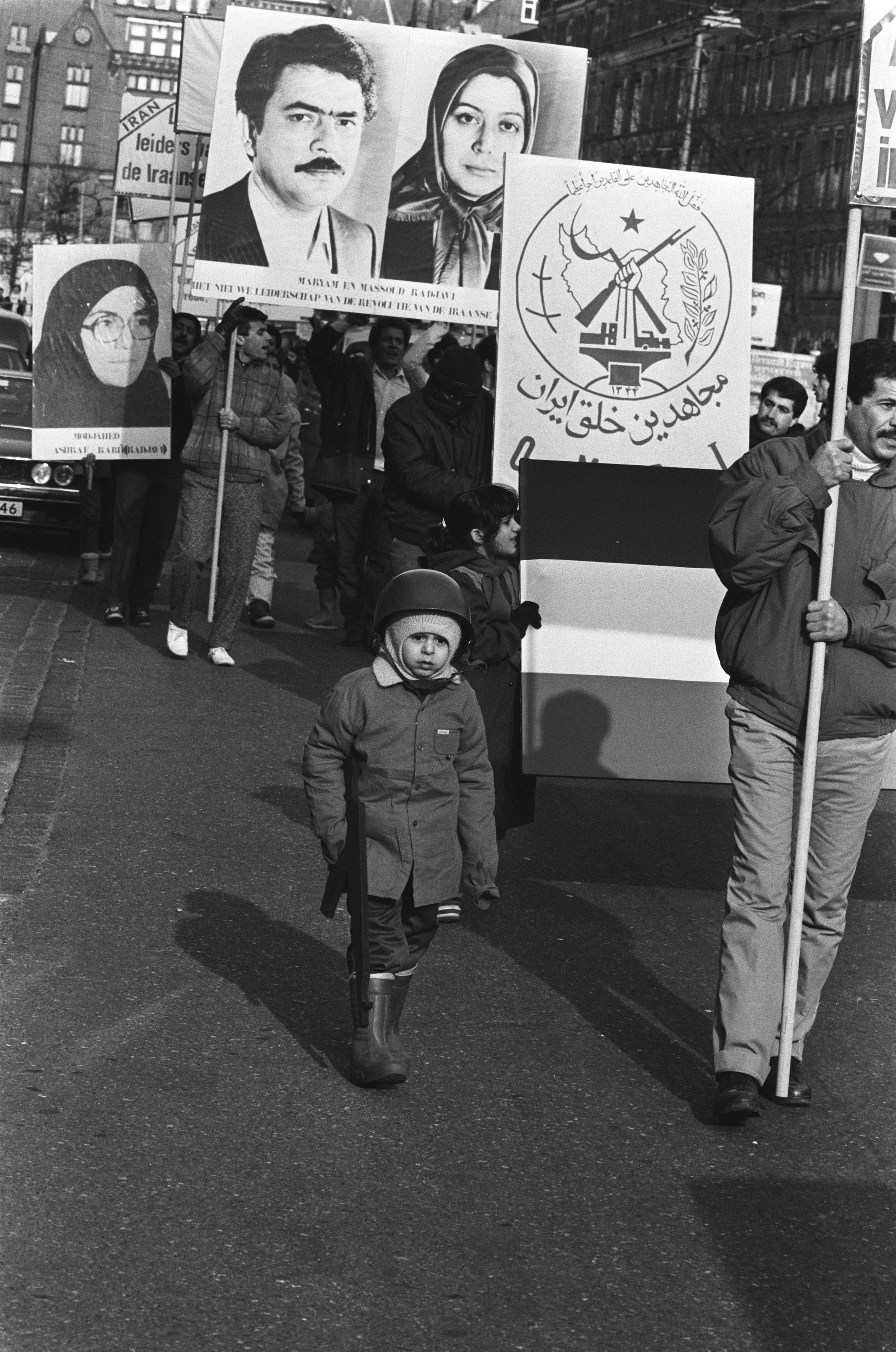
Demonstration am 7. Februar 1986 in Amsterdam mit dem Bild des neuen Ehepaars Massoud und Maryam Rajavi, links unten Massouds erste Ehefrau Aschraf Rabīʿī

Am 27. Januar 1985 gab Massoud Rajavi bekannt, dass er die Mudschahedin-Aktivistin Maryam Azodanlu zu seiner gleichberechtigten Führerin (hamradīf-e masʾūl-e avval) ernannt habe. In der Bekanntmachung, die er dem Andenken seiner ersten Frau Aschraf Rabiʿi widmete, erklärte er, dass diese Ernennung den Frauen gleiches Mitspracherecht innerhalb der Organisation einräumen und damit eine große ideologische Revolution (enqelāb-e īdeʾūlūžīk) innerhalb der Mudschahedin, der iranischen Öffentlichkeit und der gesamten muslimischen Welt auslösen würde. Maryam Azodanlu war die jüngere Schwester eines langjährigen Mudschahedin-Mitglieds und die Ehefrau von Mehdi Abrishamchi, einem engen Kollegen Rajavis. Fünf Wochen nach dieser Ankündigung verkündeten das Politbüro und das Zentralkomitee, dass die Mudschahedin Rajavi und Maryam Azodanlu gebeten hätten, einander zu heiraten, um einerseits diese große „ideologische Revolution“ zu vertiefen und andererseits die „unlösbaren Widersprüche“ zu vermeiden, die auftreten würden, wenn ein unverheiratetes Paar eng zusammenarbeitete. In der Proklamation wurde beiläufig auch erwähnt, dass Mehdi Abrishamchi vor kurzem seine Frau Maryam Azodanlu geschieden hatte, um den Weg für diese „große Revolution“ zu ebnen, und dieses Verhalten mit dem Verhalten von Mohammeds Adoptivsohn Zaid ibn Hāritha verglichen, der auf dieselbe den Weg gemacht hatte für Mohammeds Ehe mit Zainab bint Dschahsch.
Insgesamt löste die als „ideologische Revolution“ inszenierte Heirat von Massoud Rajavi und Maryam Azodanlu, die jetzt ebenfalls den Namen Rajavi annahm, viel Kritik sowohl innerhalb als auch außerhalb der Organisation aus. Puran Bazargan, Hanifnezhads Witwe und das erste weibliche Mitglied der Mudschahedin, schrieb einen offenen Brief, in dem sie die Heirat als eine Beleidigung des Andenkens an die frühen Mudschahedin bezeichnete. Eine persische feministische Zeitschrift wertete die Heirat als Zeichen dafür, dass die Mudschahedin die islamische Tradition fortsetzten, Frauen zu entmenschlichen und sie wie Vieh zu behandeln, das man kaufen und verkaufen kann. Eine marxistische Zeitung sah in der sogenannten ideologischen Revolution einen weiteren Beweis dafür, dass die Mudschahedin nach rechts gerückt seien, eine Ein-Mann-Führung geschaffen und Chomeinis Diktatur nachgeahmt hätten, indem sie dessen Welāyat-e Faqih durch Rajavis Mas'ūlīyat ersetzt hätten.
Nach der Eheschließung von Massoud und Maryam Azodanlu nahm der Personenkult bei den Mudschahedin noch weiter zu. Mehdi Abrishamchi verkündete bei einer Rede, dass Massoud für die Mudschahedin das sei, was Karl Marx für den Marxismus und Lenin für den Leninismus gewesen sei. Seine Rede schloss er mit den Worten ab: „Massoud ist die Mudschahedin. Er ist das Gehirn, das Herz, der Mut und die Seele der gesamten Organisation.“ Dieser Personenkult schreckte viele ehemalige Verbündete ab und brachte eine Reihe von Mudschahedin-Aktivisten dazu, die Organisation zu verlassen.

## Erste irakische Phase (1986–2003): Zusammenarbeit mit Saddam Hussein

### Verlegung der Operationen in den Irak

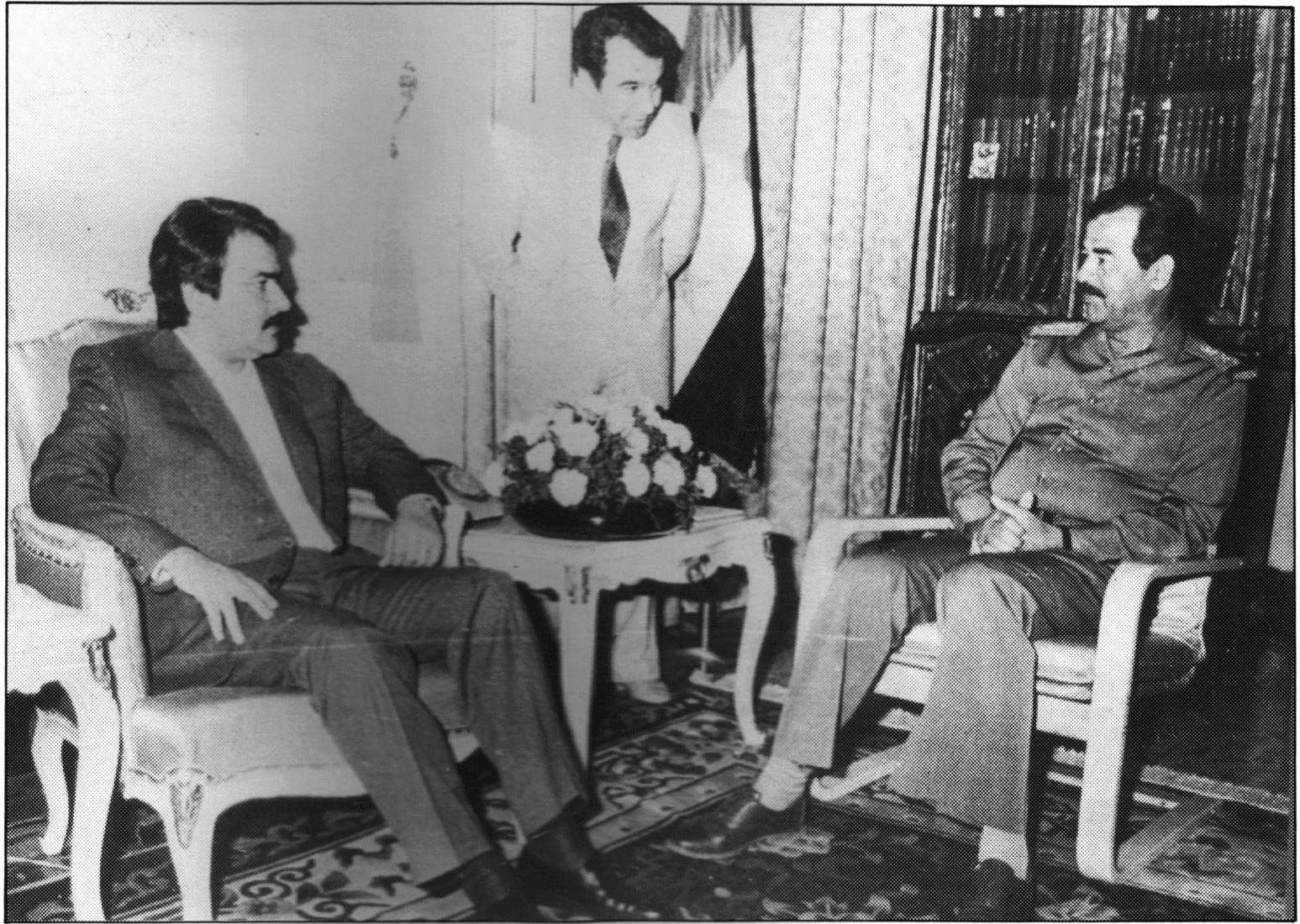
Massoud Rajavi mit Saddam Hussein im Juni 1986

Im Juni 1986 führten diplomatische Gespräche zwischen Frankreich und Iran über die Freilassung von französischen Geiseln in Beirut zur Ausweisung Rajavis und der Modschahedin aus Frankreich. Da Massoud Rajavi in Europa keine Zuflucht finden konnte, verlegte er das Hauptquartier der Mudschahedin in den Irak, mit dem Argument, dass sie näher am bewaffneten Kampf in Iran sein müssten und weil sie ihre ursprüngliche Mission in Europa erfüllt hätten, nämlich den Westen über die Übel Chomeinis aufzuklären. Zusammen mit etwa 1.000 MEK-Mitgliedern zog er auf Einladung von Saddam Hussein nach Bagdad. Am 15. Juni 1986 traf er mit dem irakischen Präsidenten zusammen, wobei er auch das Problem iranischer Kriegsgefangene ansprach. Saddam Hussein soll ihm dabei seine besondere Aufmerksamkeit und Fürsorge für diese Personengruppe zugesichert haben.
Die Mudschahedin wurden im Irak willkommen geheißen und ließen sich zu Tausenden in dem Lager Camp Ashraf 115 km nordöstlich von Bagdad nieder, von wo aus sie ihre Aktionen gegen den iranischen Staat fortsetzten. Die Organisation richtete im Irak eigene Kommunen, Druckereien, Büros, Milizen, Ausbildungslager, Kasernen, Kliniken, Schulen und sogar Gefängnisse, sogenannte „Umerziehungszentren“, ein. Außerdem unterhielt sie freundschaftliche Beziehungen zur irakischen Führung. Die irakischen Führer und die Anführer der Volksmudschahedin gratulierten einander zu Ereignissen wie dem Unabhängigkeitstag oder anderen Tagen von nationaler Bedeutung. Neben dem Hauptquartier Camp Ashraf gab es die Stützpunkte „Camp Anzali“ in der Nähe von Dschalawla, „Camp Faezeh“ in Kut, „Camp Habib“ in Basra, „Camp Homayoun“ in Amara, „Camp Bonyad“ in der Nähe von Miqdadiyah. Ende 1986 gab es auch Veränderungen in der Führungsstruktur: Massoud Rajavi löste das Zentralkomitee auf und setzte an seiner Stelle einen 500-köpfigen Zentralrat ein. Er selbst ließ sich ab dieser Zeit informell auch als Emām-e ḥāl („Imam der Gegenwart“) ansprechen.
Die Motive des Iraks für die Unterstützung der Mudschahedin sind unbekannt, doch vermutet Ronen Cohen, dass ihre Existenz den irakischen Kampf gegen das iranische islamisch-religiöse Regime rechtfertigte, da man im Irak befürchtete, dass dieses Regime versuchen würde, die Kontrolle über die schiitische Mehrheit im Irak zu bekommen und dort eine schiitische Islamische Republik zu errichten.

### Die Gründung der NLAI und die Operation „Ewiger Glanz“
Anfang 1987 kündigten die Mudschahedin massive Angriffe auf die iranischen Streitkräfte an. Geplantes Einsatzgebiet war das Grenzgebiet im Nordwesten Irans, das vollständig von der Demokratischen Partei Kurdistans-Iran (KDPI) kontrolliert wurde. Im April 1987 begannen Guerillakämpfer der Mudschahedin dort, Hinterhalte gegen die Streitkräfte der Islamischen Revolutionsgarde (Pasdaran) zu legen. Bis Mai 1987 führten die Mudschahedin 45 Operationen sowohl gegen die Pasdaran als auch gegen die iranischen Streitkräfte durch.
Nach diesen lokalen Erfolgen verkündeten die Mudschahedin am 20. Juni 1987 die Gründung der „Nationalen Befreiungsarmee des Iran“ (arteš-e āzādībaḫš-e mellī-ye Īrān). Die Angaben zur Personenstärke dieser Streitmacht schwanken zwischen 3.000 und 7.000 bewaffneten Kämpfern. Führer der Nationalen Befreiungsarmee, nach der englischen Bezeichnung National Liberation Army of Iran als NLAI abgekürzt, wurde Massoud Rajavi, Maryam Rajavi diente als Stellvertreterin. Während vorher die Angriffe der Mudschahedin sporadisch von den Kämpfern selbst durchgeführt worden waren, wurden nach der Gründung der NLAI alle Angriffe mit den verschiedenen Divisionen der irakischen Armee abgestimmt. Diese Zusammenarbeit mit den irakischen Streitkräften war auch deswegen notwendig, weil die NLAI nicht über genügend Artillerie verfügte, um mehrere Ziele gleichzeitig anzugreifen. Bis Ende 1987 führten die Mudschahedin und die NLAI knapp 100 Angriffe durch, bei denen sie – je nach Quelle – zwischen 2.200 und 4.151 Soldaten der Pasdaran und der iranischen Armee töteten. Da der Krieg der Mudschahedin gegen die Islamische Republik nicht nur ein militärischer Krieg war, sondern vor allem ein Propagandakrieg, gaben sie selbst in ihren Veröffentlichungen besonders hohe Zahlen für Opfer und verletzte Soldaten der Gegenseite an.

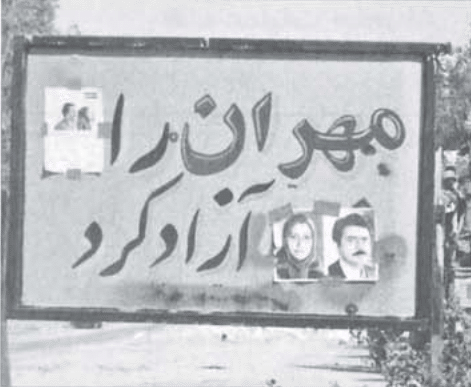
Das während der Operation „Kronleuchter“ mit Rajavi-Bildern beklebte Ortsschild von Mehrān

Anfang 1988, als Iran und Irak noch immer im Abnutzungskrieg steckten, versuchten die Mudschahedin mit ihrer NLAI-Armee propagandistisch und militärisch die nötige Dynamik zu erzeugen, um so die iranische Armee zuerst zu vernichten und schließlich die Unterstützung der Iraner zu gewinnen. Sie glaubten offenbar, dass das iranische Volk verzweifelt auf den Moment warte, in dem die Mudschahedin Teheran einnehmen und die Islamische Republik Iran stürzen würden. Am 28. März 1988 starteten die NLAI-Truppen im Rahmen der Operation „Sonnenschein“ (Āftāb) einen massiven Angriff mit 15 NLAI-Regimentern gegen die iranischen Streitkräfte im Süden entlang der Grenze zur Provinz Chuzestan. Nach einer 24-stündigen Schlacht eroberten sie ein 600 Quadratkilometer großes Gebiet in Iran, das die strategische Straße zwischen Dezful und Amara einschloss. Am 18. Juni 1988 starteten die NLAI-Streitkräfte die Operation „Kronleuchter“ (Čelčerāġ), bei der sie die Stadt Mehrān nahe der iranisch-irakischen Grenze besetzten.

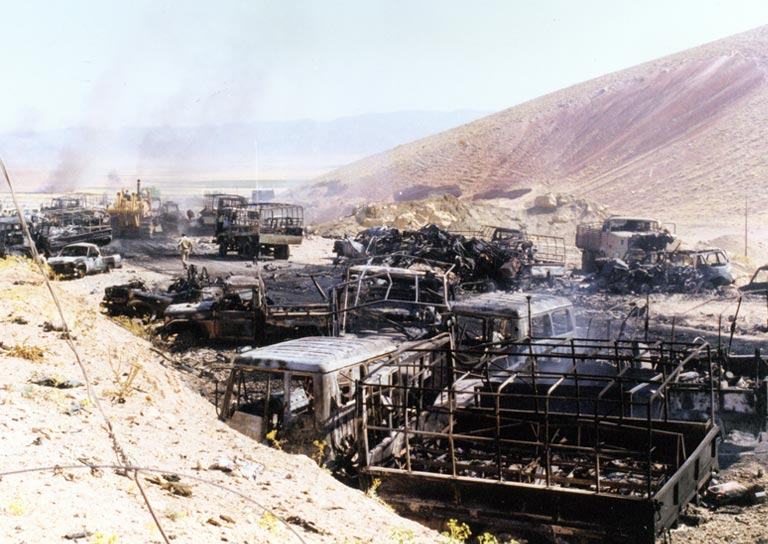
Bei der Operation Mersād zerstörte NLAI-Fahrzeuge

Die größte Operation der NLAI war die Operation „Ewiger Glanz“ (Forūġ-e ǧāwīdān) vom 25. Juli bis 28. Juli 1988, die wenige Tage nach der Annahme der Resolution 598 des UN-Sicherheitsrats durch Iran stattfand, mit der der Erste Golfkrieg endete. Bei dieser Operation, die aus neun Einzelschlachten bestand, drangen die NLAI-Streitkräfte 150 Kilometer weit in das iranische Staatsgebiet vor und eroberten die Städte Eslamabad und Kerend in der Provinz Kermanschah. Obwohl sie den militärischen Stützpunkten der Islamischen Republik schweren Schaden zufügten, erbeuteten sie keine militärische Ausrüstung der iranischen Armeeeinheiten. Die Mudschahedin behaupteten allerdings, im zentralen Teil der iranischen Grenzregion zwei Flugzeuge und einen Hubschrauber abgeschossen zu haben. Die Kämpfe waren allerdings für die NLAI sehr verlustreich: Zwischen 1263 und 2000 ihrer Kämpfer wurden getötet, und 612 Fahrzeuge und 72 Panzer und gepanzerte Fahrzeuge wurden zerstört. Die meisten NLAI-Kämpfer starben in einem Hinterhalt, den die iranischen Streitkräfte ihnen in einem Tal bereitet hatten, über das sie vorrückten. Die Islamische Republik schlachtete diesen militärischen Erfolg in ihren Medien als Operation Mersād („Hinterhalt“) propagandistisch aus.
Mit ihren Operationen, die kurz nach dem Waffenstillstand begannen, versuchte die MEK-Organisation der Islamischen Republik und der westlichen Welt zu beweisen, dass die Mudschahedin und die NLAI nicht von der irakischen Regierung abhängig waren und völlig unabhängig handelten. Der bewaffnete Kampf gegen iranische Truppen führte allerdings zur Ablehnung der Volksmudschahedin in weiten Teilen der iranischen Bevölkerung.

### Hinrichtungen iranischer politischer Gefangener im Jahr 1988
Ruhollah Chomeini reagierte auf die Angriffe der NLAI mit Massenhinrichtungen. Nach den Hinrichtungen startete die Regierung eine weltweite Kampagne mit falschen Informationen. Sie wollte die Hinrichtungen verharmlosen und behaupten, dass sie mit dem militärischen Angriff der Mudschahedin zusammenhingen. Den hingerichteten Bürgern wurde vorgeworfen, dem Irak und den Mudschahedin geholfen zu haben. Die Mudschahedin betrachteten diese Hinrichtungen jedoch als zweifelhaften Erfolg der Regierung, da sie ihrer Auffassung nach demonstrierten, wie viel Rückhalt die Mudschahedin in der iranischen Bevölkerung hatten.
Am 19. Juli 1988 isolierten die Behörden die wichtigsten Gefängnisse und ließen die Gerichte unangekündigte Ferien nehmen, um zu verhindern, dass Angehörige sich nach den Inhaftierten erkundigen. Die Gefangenen wurden gefragt, ob sie bereit wären, den Behörden bei der Jagd auf Mitglieder der Mojahedin zu helfen. Wer unbefriedigende Antworten gab, wurde umgehend gehängt. Amnesty International erklärte, dass es zudem eine andauernde Kampagne der iranischen Regierung gebe, um die Opfer zu dämonisieren, Fakten zu verzerren und Überlebende sowie Menschenrechtsverteidiger zu unterdrücken. Amnesty International und der Menschenrechtsrat der Vereinten Nationen schätzen, dass mindestens 30.000 Menschen getötet wurden. Die Mehrheit der Getöteten waren Anhänger der Volksmudschahedin. Laut dem damaligen stellvertretenden Obersten Führer Irans, Ayatollah Montazeri, hatten die iranischen Behörden die Hinrichtungen bereits seit Jahren geplant.

### Die Suche nach Unterstützung internationaler Organisationen
Eines der Propagandainstrumente, das die Mudschahedin gegen die Islamische Republik einsetzte, war die Menschenrechtsfrage, insbesondere die Hinrichtungen, die vor allem in den späten 1980er Jahren stattfanden. Die Menschenrechtsfrage diente ihnen als Instrument, um internationale politische Unterstützung für ihr Ziel zu gewinnen, das Regime der Islamischen Republik zu stürzen und zu ersetzen. Am 10. September 1987 schickte Rajavi ein Telegramm an UN-Generalsekretär Javier Pérez de Cuéllar, das eine Liste von 2.000 hingerichteten MEK-Anhängern enthielt. Rajavi forderte darin den UN-Generalsekretär auf, alle internationalen Mittel einzusetzen, um die Unterdrückung und Folter des iranischen Volkes, insbesondere der MEK-Mitglieder und -Anhänger, zu beenden. Am 25. November 1987 hielt die MEK eine Pressekonferenz im UN-Gebäude ab, um die „Menschenrechtsverbrechen“ der Islamischen Republik darzulegen. Anfang 1988 wies die MEK darauf hin, dass mindestens ein Viertel ihrer Tausenden Aktivisten in Iran hingerichtet worden seien, darunter auch Frauen, von denen einige zum Zeitpunkt der Hinrichtung schwanger waren. Die Aktivitäten der NLAI und der Zellen der MEK in Iran führten jedoch zu einem weiteren Anstieg der Zahl der Hinrichtungen von MEK-Mitgliedern und -Anhängern, insbesondere im westlichen Teil des Landes, wo die NLAI aktiv war. Im August 1988, nach der Unterzeichnung des Waffenstillstandsabkommens, stieg die Zahl der hingerichteten MEK-Mitglieder und -Anhänger noch einmal weiter an.

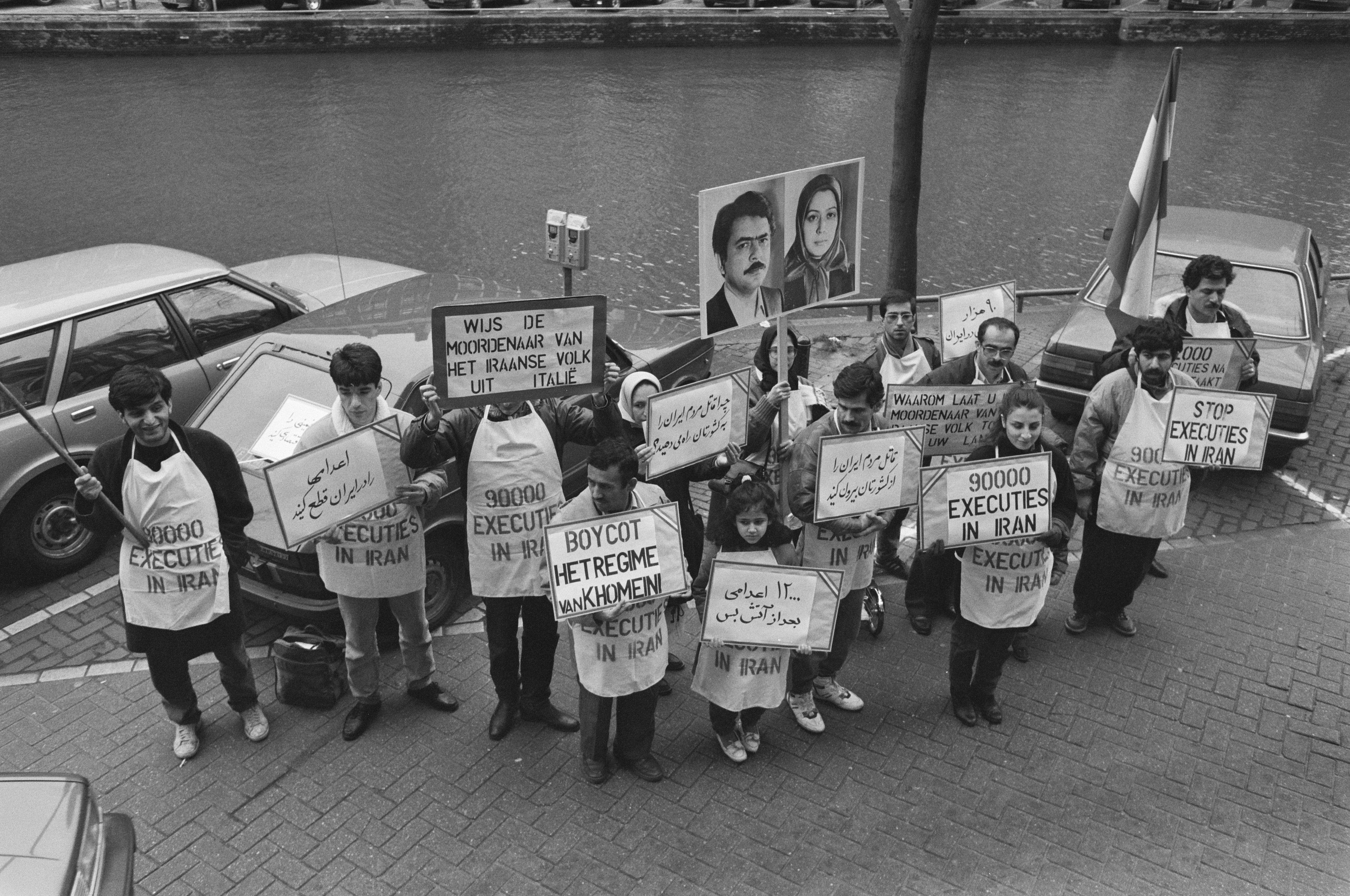
Proteste von MEK-Mitgliedern gegen Massenhinrichtungen in Iran im Januar 1989 in Amsterdam

Am 2. September 1988 veröffentlichte Amnesty International (AI) einen Aufruf zum sofortigen Handeln gegen die Massenhinrichtungen in Iran. Tausende Mitglieder der Mudschahedin und des Nationalen Widerstandsrats weltweit schlossen sich diesem Aufruf an und protestierten gegen die Islamische Republik. Ziel der Proteste war es, die Verbreitung von Widerstandsrats und MEK im Westen aufzuzeigen und Druck auf internationale Menschenrechtsorganisationen auszuüben, damit sie ihre Hilfe für die iranische Bevölkerung zu beschleunigten. Die MEK wollte dabei den Eindruck erwecken, sie handle nicht nur aus der privaten Absicht, das Leben ihrer Mitglieder in Iran zu retten, sondern verfolge ein nationales Anliegen: den Sturz des grausamen Regimes, um die Menschenrechte des iranischen Volkes zu schützen. Iranische Diplomatien reagierten weltweit mit Spott auf die Anschuldigungen der MEK. Sie behaupteten, nur von der Hinrichtung von acht MEK-Mitgliedern zu wissen.
Als Folge des internationalen Aufschreis von Menschenrechtsorganisationen und der von MEK, Nationalem Widerstandsrat, Amnesty International und anderen vorgelegten Fakten zu Menschenrechten und Massenhinrichtungen im August 1988 hielt das Europäische Parlament (EP) am 14. November 1988 eine Sondersitzung zum Thema Menschenrechte in Iran ab. Während das EP seine Sitzung abhielt, schickte Massoud Rajavi dem UN-Generalsekretär de Cuéllar eine weitere Liste mit 1.107 hingerichteten MEK-Mitgliedern und -Anhängern. Die MEK-Organisation wies darauf hin, dass Chomeini alle Gerichte der Republik angewiesen habe, Kriminelle, denen „schwere Verbrechen“ vorgeworfen würden, streng zu bestrafen, und behauptete, dass das eigentliche Ziel der Erklärung die Vernichtung der Gegner der Islamischen Republik sei, zumal die Erklärung nach Aktionen der NLAI in Ilam, Gilan und Westiran veröffentlicht worden war.
Die iranische Presse wies die Behauptungen der MEK bezüglich der Hinrichtungen als falsch zurück und behauptete, dass 12.000 Mudschahedin bei Kämpfen getötet und nicht systematisch von der Islamischen Republik hingerichtet worden seien. Als Reaktion schickten die Mudschahedin und der Widerstandsrat am 4. Februar 1989 eine weitere Liste mit 1.500 Hingerichteten an UN-Generalsekretär de Cuéllar, wobei anmerkten, dass die Liste unvollständig sei und Tausende weiterer Menschen hingerichtet worden seien. Auf dieser Liste hatten die Mudschahedin die Hingerichteten in verschiedene Kategorien eingeteilt: Schüler und Studenten, Ärzte, Geistliche, Militäroffiziere, Arbeiter und Lehrer. Am 27. Februar legten sie der UN-Generalversammlung und den internationalen Menschenrechtsorganisationen eine dritte Liste mit 1.634 in Iran hingerichteten Personen vor.

### Der Galindo-Pohl-Bericht

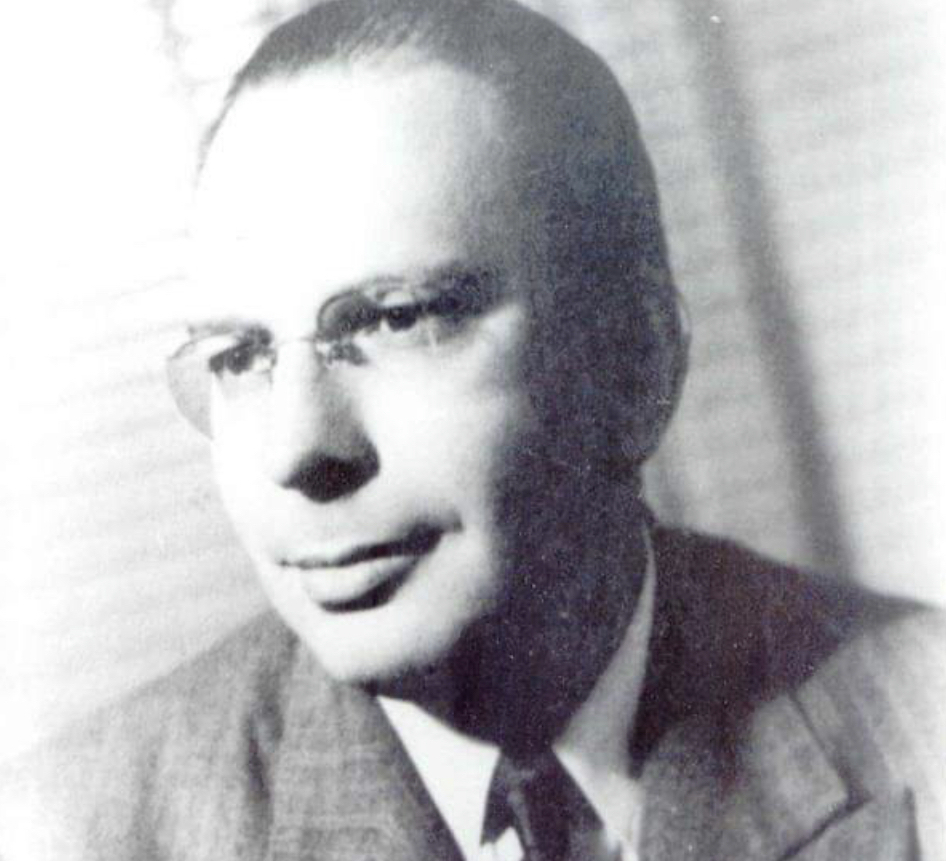
Reynaldo Galindo Pohl, von 1986 bis 1995 UN-Sonderberichterstatter zur Menschenrechtssituation in Iran

Im Januar 1990 reiste der salvadorianische Diplomat Reynaldo Galindo Pohl nach Iran, um als Sonderberichterstatter zur Menschenrechtssituation in der Islamischen Republik Iran die Menschenrechtslage vor Ort zu überprüfen. Vor Antritt seiner Reise wurde er von MEK-Vertretern empfangen, die ihm Listen mit Tausenden von noch immer eingesperrten politischen Gefangenen, 30 Massengräbern und die Namen von 2.000 Iranern überreichten, die hingerichtet worden waren, weil man ihnen „regierungsfeindliche“ Aktivitäten vorwarf. Umgekehrt erwarteten ihn vor dem UN-Büro in Teheran Menschen, die behaupteten, sie seien Verwandte von Menschen, die von MEK-Aktivisten ermordet worden seien. Als Galindo Pohl seinen Bericht veröffentlichte, stand darin kaum etwas, dass die Anschuldigungen von Widerstandsrat und Mudschahedin gegen das iranische Regime bestätigte. Die Mudschahedin, die nun wie Lügner dastanden, waren entsprechend mit seinem Inhalt nicht zufrieden und behaupteten, er sei „gegen die Mudschahedin“ und „gegen die Widerstandsbewegung“ gerichtet. Rajavi behauptete, der Bericht fördere den Terror gegen MEK-Mitglieder und die Fortsetzung der Menschenrechtsverletzungen in Iran. Er insistierte darauf, 90 Prozent der in Iran Hingerichteten seien politische Gefangene gewesen, die Mehrheit davon Mitglieder und Unterstützer der Mudschahedin.
Die Mudschahedin versuchten auch, Galindo Pohl zu diskreditieren, indem sie behaupeten, dass er selbst der Vertreter eines faschistischen Regimes sei, das Menschenrechte verletze, und argumentierten, dass es absurd sei, einen Vertreter zur Untersuchung der Menschenrechte in den Iran zu schicken, während er selbst aus einem Land stamme, das diese Rechte verletze. Umgekehrt beeilten sich die Führer der Islamischen Republik nach der Veröffentlichung des Berichts zu erklären, dass alle von den Mudschahedin, dem Widerstandsrat und internationalen Menschenrechtsorganisationen gegen sie erhobenen Anschuldigungen nichts weiter als erfolglose Propaganda seien, da der Bericht selbst das Gegenteil zeige.
Um Galindo Pohls Darstellung etwas entgegenzusetzen, veröffentlichten die Mudschahedin einen eigene Darstellung, der Zitate aus iranischen Medien zu seinem Bericht enthielt und zudem einen AP-Reporter zitierte, der sich auf diesen bezog. Der Artikel zitierte die Behauptungen der MEK, wonach der Iran Entführungen geplant und internationalen Druck auf Galindo Pohl hatte ausüben wollen, um den internationalen Sturm der Verurteilun Irans in Bezug auf die Menschenrechtslage zu stoppen. Die MEK wiesen sogar auf den zeitlichen Zusammenhang zwischen der Verschiebung der Veröffentlichung des Berichts und der in Iran und im Libanon veröffentlichten Erklärung hin, in der Iran seine Unterstützung bei der Lösung einer Geiselkrise im Libanon zum Ausdruck brachte. Diese Bemühungen waren jedoch vergeblich. Die Ergebnisse des Galindo-Pohl-Berichts bedeutete für die MEK dem Zusammenbruch eines Kartenhauses, das den Anfang vom Ende ihrer politischen und diplomatischen Bemühungen gegenüber den westlichen Regierungen markierte.
Das Teheraner Regime versetzte der MEK-Organisation außerdem dadurch einen schweren Schlag, dass es am 24. April 1990, den MEK-Agenten in Genf, Kazem Rajavi, tötete. Er war das „Finanz- und Technikgenie“ der MEK und außerdem Bruder ihres Anführers.

### Weitere Militäroperationen in den frühen 1990er Jahren
Die militärischen Aktivitäten der MEK und der NLAI im Irak gingen derweil weiter. Eine größere Operation der Mudschahedin fand im März 1991 statt, nachdem im Januar desselben Jahres eine internationale Koalition die Operation Desert Storm gestartet hatte, um die irakische Armee aus Kuwait zu vertreiben. Die Mudschahedin kämpften in dieser Zeit in der Nähe der Grenzstadt Qasr-e Schirin gegen iranische Pasdaran und nahmen an der Seite der irakischen Armee an der Unterdrückung der Kurden im Norden des Landes teil. Dschalal Talabani, der Vorsitzende der Patriotischen Union Kurdistans erklärte gegenüber Journalisten, dass sich bei der Schlacht um Kirkuk 5.000 iranische Mudschahedin Saddams Truppen angeschlossen hätten. Die Schlacht um Kirkuk war eine der größten Schlachten während des Aufstands im Irak (1991).
Die Nationale Befreiungsarmee verfügte über eine eigene Geheimdiensteinheit, die Informationen über Militär, Polizei und Revolutionsgarden in Iran sammelte. Sie stellte diese Informationen der irakischen Regierung zur Verfügung und half bei der Befragung von Kriegsgefangenen und erhielt im Gegenzug dafür von der irakischen Seite Waffen und Ausrüstung. Am 18. Oktober 1991 organisierte die NLAI eine Parade, die am Hauptsitz der Organisation in Ashraf begann und zu der Dutzende ausländischer Reporter eingeladen wurden.

Bilder von der NLAI-Parade am 18. Oktober 1991
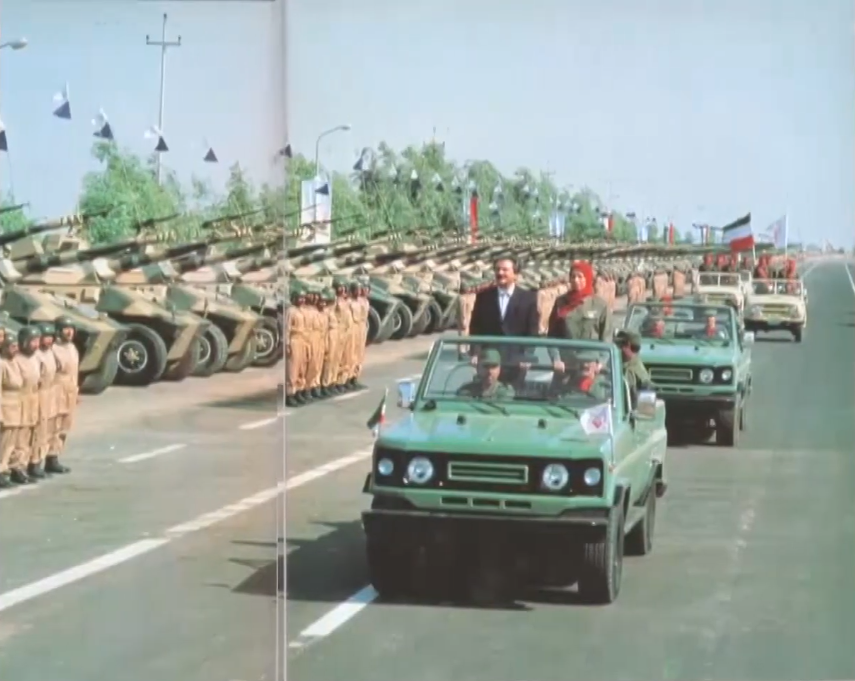
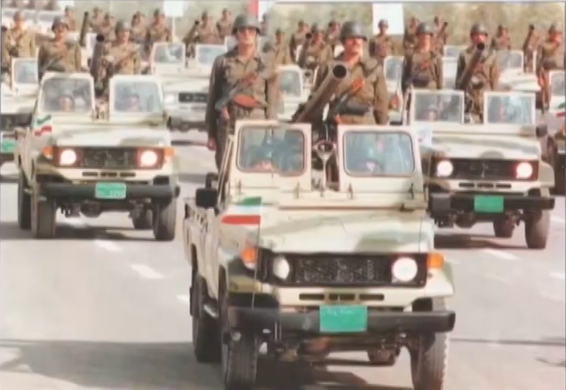
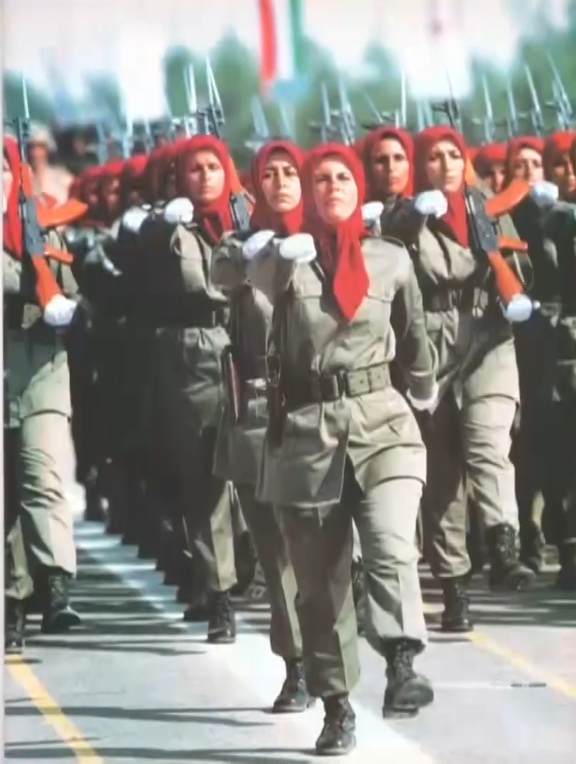
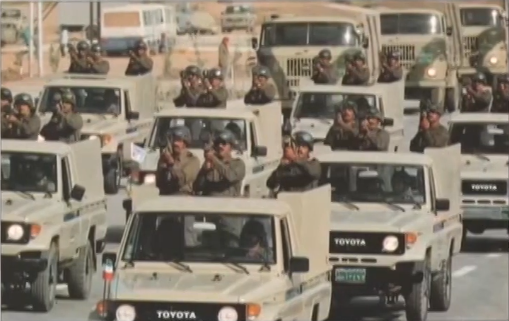
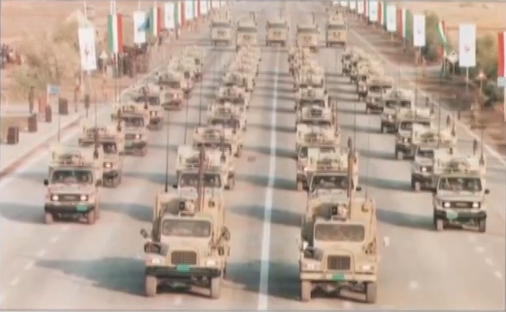
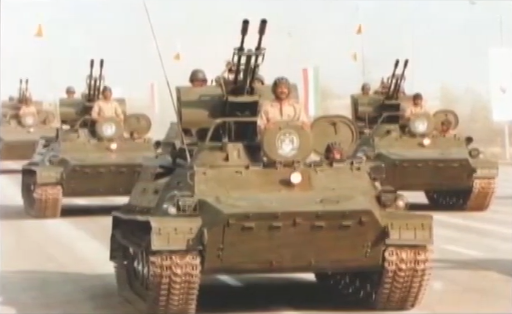

Als am 3. April 1992 Mudschahedin zwei iranische Städte an der iranisch-irakischen Grenze angriff, antwortete die Iranische Luftwaffe noch am gleichen Tag mit Luftangriffen gegen die Stützpunkte der NLAI im Irak. Weitere Angriffe der Mudschahedin auf iranische Einrichtungen, die von iranischer Seite mit Luft- und Raketenangriffen auf die NLA-Stützpunkte beantwortet wurden, folgten 1993. Doch je mehr der achtjährige Iranisch-Irakische Krieg in die Ferne rückte, desto schwieriger wurde es für die Mudschahedin, Soldaten für die NLAI zu rekrutieren und große Operationen gegen die Islamische Republik durchzuführen.
Dafür verübten die Mudschahedin nun wieder verstärkt Terroranschläge. So starteten sie in der letzten Märzwoche 1994 eine Nouruz-Bombenkampagne, die sich gegen Büros des iranischen Regimes, Lagerhäuser in Teheran, Maschhad, Hamadan, Schiras und Isfahan, sowie 14 Pipelines in Chorramabad, eine Eisenbahnlinie und eine Autobahn richtete. Nach eigenen Angaben töteten die Mudschahedin dabei 600 Revolutionsgarden, während sie selbst nur sechs Aktivisten verloren.

### Veränderungen in der Führungsstruktur
Auf Vorschlag von Maryam Rajavi, die seit 1989 als Generalsekretärin der Organisation fungierte, wurde im Sommer 1993 ein „Führungsrat“ aus qualifizierten Frauen eingerichtet. Er bestand nach Angaben der Organisation aus zwölf Frauen, die für eine zweijährige Amtszeit gewählt wurden, während zwölf weitere Frauen als Kandidaten nominiert wurden. Nachdem der Nationale Widerstandsrat Maryam Rajavi am 28. August 1993 zur zukünftigen Präsidentin der Übergangsregierung gewählt wurde, die nach dem erwarteten Zusammenbruch des iranischen Regimes tätig werden sollte, trat sie am 17. September von ihrem Amt als Generalsekretärin der der Organisation der Volksmudschahedin zurück. Zu ihrer Nachfolgerin wurde Fahimeh Arvani.

### Finanzierung
Die Volksmudschahedin finanzierten sich während der irakischen Phase vor allem durch Spenden von Mitgliedern im westlichen Ausland. Bei der Rekrutierung sprachen die Volksmudschahedin gezielt Iraner in Asylbewerberunterkünften an und setzen sie unter Anleitung erfahrener Aktivisten für Spendensammelaktionen ein. Dabei wurden Passanten angesprochen und aktuelle Fotos mit häufig schockierenden Menschenrechtsverletzungen seitens der iranischen Regierung, wie Hinrichtungen von zur Tatzeit Minderjährigen, gezeigt. Nach Anne Singleton nutzten die Mudschahedin die Muslim Iranian Students Society und Wohltätigkeitsfonds wie Iran Aid in Europa. Nach Buchta (2000) verfügten die Volksmudschahedin und ihre zivilen Ableger über ein Firmengeflecht in Europa und Afrika mit Währungsreserven in Höhe von 500 Millionen US-Dollar.

### Einstufung als Terrororganisation
Nach den Angriffen der iranischen Luftwaffe auf die Stützpunkte der NLAI Anfang April 1992 drangen Anhänger der Volksmudschahedin in diplomatische Vertretungen Irans in New York, Ottawa und acht westlichen europäischen Ländern ein, nahmen Geiseln und zerstörten Büroeinrichtungen. Zahlreiche Demonstranten wurden festgenommen und viele iranische Missionen schwer beschädigt, einige durch Brandbomben.
Am 21. Januar 1993 wurde im US-Senat die Frage diskutiert, ob die Vereinigten Staaten den Nationalen Widerstandsrat Iran unterstützen sollten. Senater John McCain sprach sich gegen dieses Vorhaben aus, mit dem Argument, dass die Volksmudschahedin von Saddam Hussein militärisch und finanziell unterstützt wurden, Terrorangriffe gegen Ziele der Islamischen Republik verübten und einer „extremistischen linken Ideologie“ anhingen und somit im Widerspruch zu amerikanischen Werten ständen. Ende 1993 reisten Maryam Rajavi und eine Gruppe von Propagandaspezialisten der MEK von Bagdad nach Paris, um erneut Unterstützung führender westlicher Staaten für die MEK zu gewinnen. Gleichzeitig startete die MEK eine Kampagne, um ihr angeschlagenes Image bei skeptischen Iranern im Ausland aufzupolieren. Die Propagandaoffensive der MEK zielte darauf ab, die Unterstützung westlicher Medien und Parlamente zu sichern. Unter dem Vorwand, ihre totalitäre Ideologie und ihre terroristischen Praktiken aufgegeben zu haben, präsentierte sich die MEK als demokratische Alternative zum Teheraner Regime. Die Initiative blieb jedoch erfolglos. Ein Bericht des US-Außenministeriums aus dem Jahr 1994 enthielt folgende Einschätzung der MEK: „Die Volksmudschahedin werden von der Mehrheit der Iraner verachtet und sind von Grund auf undemokratisch. Sie stellen keine tragfähige Alternative zur gegenwärtigen Regierung im Iran dar.“
Am 20. Juni 1994 explodierte in einem der Gebetshöfe des Imam-Reza-Schreins in Maschhad eine Bombe und tötete mindestens 26 Menschen. Die iranische Regierung beschuldigte die MEK sofort, den Anschlag geplant zu haben, obwohl die Organisation jede Beteiligung an dem Bombenanschlag bestritt. Obwohl eine sunnitische Gruppierung die Verantwortung für den Anschlag übernahm, machte die iranische Regierung weiterhin die MEK für den Angriff verantwortlich, vermutlich um von der Existenz einer konfessionellen Widerstandsbewegung einer ethnischen Minderheit, in diesem Fall der Belutschen, abzulenken.
Anfang Dezember 1996 verbot Frankreich Maryam Rajavi politische Aktivitäten in Frankreich und erklärte sie zur Persona non grata. Daraufhin ordnete Massoud Rajavi die Schließung zahlreicher MEK-Büros und die Einstellung der Propagandaaktivitäten im Westen an. Zudem befahl er seiner Frau und den meisten MEK-Anhängern, nach Bagdad zurückzukehren. Aufgrund ihrer Nähe zum irakischen Diktator Saddam Hussein wurden die Volksmudschahedin im Oktober 1997 von den USA, die damit wahrscheinlich auch ein Zeichen der Offenheit gegenüber Iran setzen wollten, auf die Liste der ausländischen Terrororganisationen gesetzt. Im Dezember 2001 nahm auch der Europäische Rat die Volksmudschahedin per Verordnung in seine „seine Terrorliste“ auf.

## Zweite irakische Phase (2003–2013): Unter dem Schutz der USA

### Entwaffnung während des Irakkrieges und amerikanische Schutzerteilung
Im April 2003, während des Irakkrieges, wurden die NLA-Kämpfer von Camp Ashraf von der 4. US-Infanteriedivision angegriffen. Nach kurzen Kampfhandlungen suchte die MEK am 13. April 2003 angesichts des Zusammenbruchs der irakischen Streitkräfte um Frieden nach. Beeindruckt von der Selbstdarstellung der MEK und ihrer offensichtlichen Bereitschaft, den Koalitionstruppen zu dienen, stimmten die Offiziere der Spezialeinheiten am 15. April 2003 einem Waffenstillstand mit ihnen zu und erzwangen nicht die eigentlich von United States Central Command angeordnete Kapitulation. Einen Monat später wiesen die Washingtoner Behörden die Koalitionstruppen an, die Kapitulation der MEK sicherzustellen und die Gruppe zu entwaffnen. Die Koalitionsoffiziere, die mit der MEK-Führung verhandelten, verzichteten jedoch auf eine Kapitulation und akzeptierten ein Waffenstillstandsabkommen, das eine Entwaffnung der MEK und einen Zwangsaufenthalt ihrer damals 3.800 Mitglieder in Camp Ashraf vorsah. Bei der Entwaffnung wurden rund 300 Panzer, 250 gepanzerte Mannschaftstransporter, 250 Geschütze und 10.000 Handfeuerwaffen beschlagnahmt.
Am 9. Dezember 2003 verabschiedete der Irakische Regierungsrat eine Resolution, in der er die Ausweisung der MEK innerhalb von sechs Monatenaus dem Irak forderte. Die Resolution erhielt jedoch keine Gesetzeskraft, da sie nicht von Paul Bremer, dem Administrator der Koalitions-Übergangsverwaltung, unterzeichnet wurde. Allerdings weckten die wachsenden Verbindungen zwischen den irakischen schiitischen Parteien und der Islamischen Republik Iran den Verdacht, dass die Irakische Übergangsregierung nach ihrer Machtübernahme Ende Juni 2004 in den Iran deportieren würde. Vor diesem Hintergrund stellte US-Verteidigungsminister Donald Rumsfeld im am 25. Juni die MEK-Mitglieder als zivile „geschützte Personen“ gemäß der Vierten Genfer Konvention unter den Schutz der Koalitionstruppen. Da die Mitglieder der MeK aufgrund fehlender gültiger irakischer Ausweispapiere der Gefahr der Verhaftung an Sicherheitskontrollpunkten ausgesetzt waren, erklärten sich die Koalitionstruppen ab Oktober 2004 bereit, die MeK nach Bagdad und in irakische Hafenstädte zu eskortieren, um benötigte Güter zu beschaffen. Erst Mitte 2006, nachdem Generalmajor John Gardner das Kommando über die Gefangenenoperationen übernommen hatte, wurde die Zahl der Eskortmissionen streng begrenzt.
Auch danach sorgten die Koalitionstruppen noch für die Sicherheit im Camp Ashraf, bis die Befehlsgewalt gemäß dem am 1. Januar 2009 in Kraft getretenen Truppenstatusabkommen an die irakische Regierung übertragen wurde. Angesichts der anhaltenden Ankündigungen der irakischen Regierung, die MEK zu deportieren und Camp Ashraf zu schließen, ließ sich Washington jedoch zuvor von der irakischen Regierung eine schriftliche Zusicherung geben, dass die MeK-Mitglieder menschlich behandelt würden, wenn die irakischen Sicherheitskräfte die Verantwortung für Camp Ashraf übernehmen würden, und nicht zwangsweise in ein Land abgeschoben würden, in dem ihnen Verfolgung drohen könnte.

### Interessenabstimmung mit Washington und Unterstützung durch die CIA
Nach dem Beginn einer neuen Phase der gegenseitigen Dämonisierung zwischen dem Iran und den Vereinigten Staaten machten einige US-amerikanische und israelische Politiker deutlich, dass die Mudschahedin bei dem Szenario einer militärischen Konfrontation mit Teheran sehr nützlich sein könnten. Die zunehmende politische Unterstützung, die die MEK von westlicher Seite erfuhr, hatte auch damit zu tun, dass der Nationale Widerstandsrat Irans auf Pressekonferenzen in den Jahren 2002 und 2003 das Iranische Atomprogramm bekannt gemacht hatte. Es begann eine Interessenabstimmung mit Washington, die eine juristische Kampagne zur Streichung der Mudschahedin von der Liste ausländischer Terrororganisationen des US-Außenministeriums umfasste. Gleichzeitig wurde einigen Quellen zufolge mit Washingtons Hilfe ein geheimes Ausbildungsprogramm in Militärlagern in Nevada gestartet.
In den Jahren 2006 bis 2012 gab es Berichte darüber, dass das Verteidigungsministerium der Vereinigten Staaten im Rahmen von verdeckten Operationen durch die CIA die Volksmudschahedin verstärkt zur Destabilisierung Irans unterstützte, indem diese nachrichtendienstliche Hilfe für gezielte Terroranschläge in Iran anbot oder Mitglieder ausbildete. Über die Tätigkeiten, für die sie nach Iran geschickt werden sollte, sagte Ray MacGovern, ein Ex-CIA-Beamter, dem Fernsehmagazin Monitor:

„Für die üblichen Geheimdiensttätigkeiten. Sensoren anbringen, um das iranische Atomprogramm zu überwachen. Angriffsziele für die Luftwaffe markieren. Vielleicht auch geheime Lager einrichten und die Truppenstationierung überwachen. Und ein bisschen Sabotage. […] Die Volksmudschaheddin sind bereit, Dinge zu tun, für die wir uns schämen müssten, und über die wir am liebsten schweigen. Doch genau für solche Aufgaben benutzen wir sie.“

### Streichung von der europäischen Terrorliste
Die Mudschahedin versuchten durch intensive Propaganda, sich gegenüber der westlichen Welt als legitime Oppositionsgruppe gegen den iranischen Staat darzustellen, den sie als tyrannisch und fanatisch beschrieb. Nachdem sie gegen das Einfrieren ihrer Konten beim Europäischen Gerichtshof geklagt hatten, wurden diese in erster Instanz am 12. Dezember 2006 freigegeben. Das Gericht begründete seine Entscheidung mit dem Fehlen der Gewährung des rechtlichen Gehörs bei der halbjährlich zu erneuernden Entscheidung des Rats über Belassung der Organisation auf der Liste. Der iranische Innenminister Mohammad Ali Hosseini protestierte jedoch gegen die Entscheidung des Europäischen Gerichtshofs und verwies auf die Resolution 1373 des UN-Sicherheitsrates zur Terrorismusbekämpfung. Der Rat beschloss daraufhin am 30. Januar 2007 einstimmig, die Volksmudschahedin weiterhin als Terrororganisation in der „EU-Terrorliste“ zu führen und den Formfehler nunmehr durch vorherige Anhörung zu beheben. In einem am 28. Juni 2007 gefassten Beschluss bestätigte der EU-Rat die Einstufung der Volksmudschahedin, einschließlich ihres im Jahre 2003 entwaffneten militärischen Arms NLA, als terroristische Organisation.
Wenig später hatten die Volksmudschahedin mit ihren Bemühungen jedoch Erfolg. Im Juni 2008 wurden die Volksmudschahedin auf Grund eines höchstrichterlichen Beschlusses von der britischen Liste terroristischer Organisationen entfernt. Die Europäische Union strich die Volksmudschahedin am 26. Januar 2009 bei einem Treffen der EU-Außenminister in Brüssel von ihrer Liste der Terror-Organisationen gestrichen. Danach musste die EU auch das eingefrorene Vermögen der Organisation freigeben.

### Verurteilung durch die Grüne Bewegung

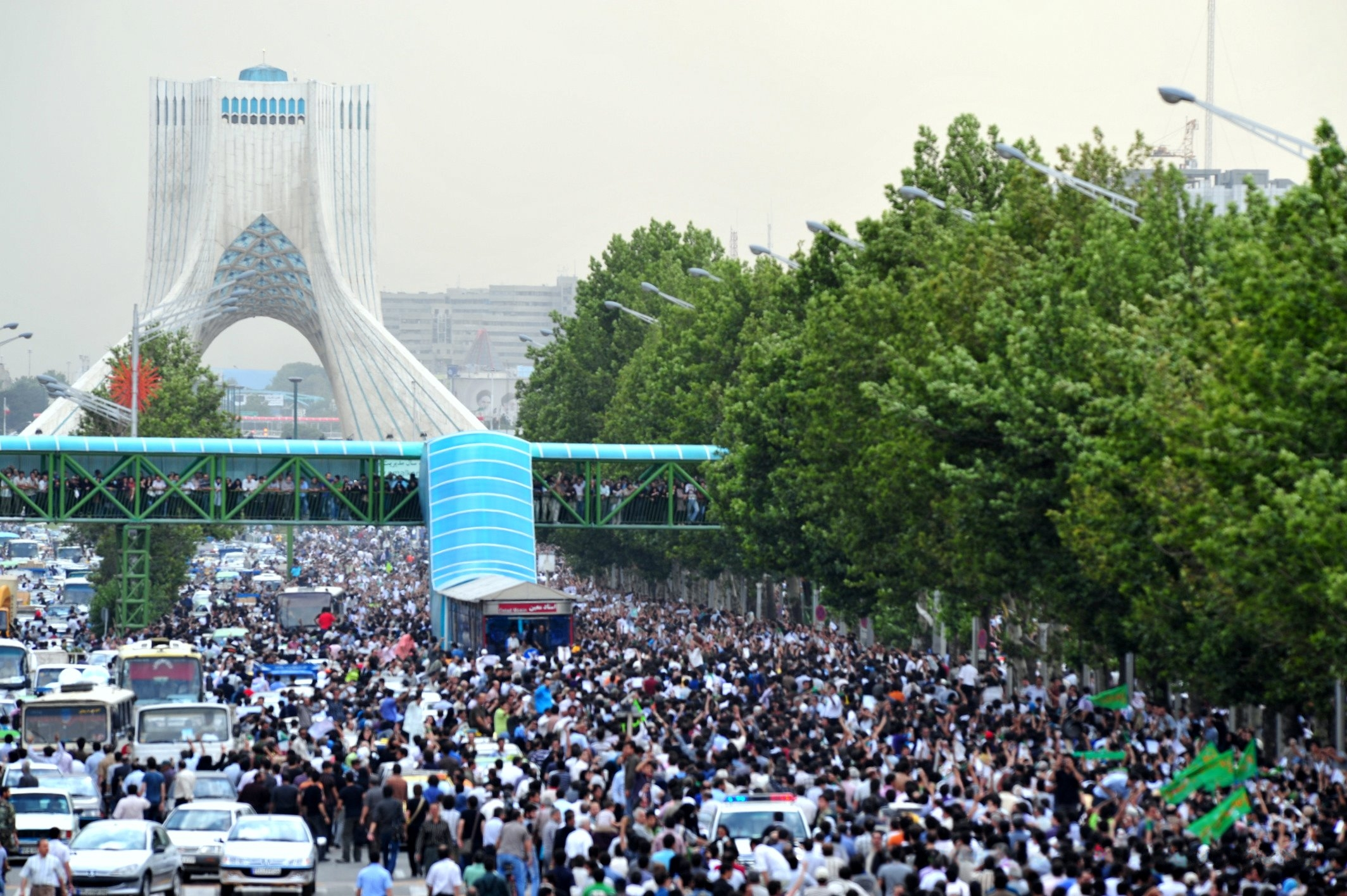
Protestveranstaltung der Grünen Bewegung in Teheran am 15. Juni 2009

Als im Juni 2009 nach der iranischen Präsidentschaftswahl Proteste ausbrachen und die Grüne Bewegung entstand, versuchte die MEK rasch, sich der wachsenden Opposition gegen die derzeitige Regierung anzuschließen. Das iranische Regime bemühte sich umgekehrt, die Grüne Bewegung dadurch in Misskredit zu bringen und delegitimieren, dass sie ihr Beziehungen und Verbindungen zu den „heuchlerischen Terroristen der Mudschahedin“ unterstellte. So tauchten zwischen 2009 und 2010 auf den Straßen Teherans Bilder auf, die auf eine angebliche Beziehung zwischen Mir Hossein Mussawi, dem Anführer der Grünen Bewegung, und Masud Rajavi anspielten und sie als „Anführer des Aufruhrs“ bezeichneten. Mohammad Marandi, ein regimenaher Hochschullehrer der Universität Teheran äußerte dazu später: „Mitglieder der Mudschahedin-Organisation haben am 13. Juni 2009 zu Straßengewalt aufgerufen und sind sogar für die Proteste im Februar 2011 (Bahman) verantwortlich, bei denen in der Hauptstadt Dutzende Tote und Tausende Verletzte und Inhaftierte zu beklagen waren.“
Die Grüne Bewegung stellte aber schon bald auf einer Internetseite, die Mir Hossein Mussawi zugeschrieben wurde, klar, dass „die Bewegung keinerlei Verbindung zu den Mudschahedin habe, da diese im Gegenteil ein Symbol des Terrors und des Verrats an der iranischen Gesellschaft seien.“ Mussawi distanzierte sich nicht nur von den Mudschahedin, sondern bezeichnete sie auch als eine Organisation, die sich aus „Terroristen und Vaterlandsverrätern“ zusammensetze, und „eine Organisation, die sich den ausländischen Mächten unterwirft“. Der Widerstand in Iran sei zu einem „Beispiel für gewaltfreien Widerstand geworden, zu einem Kampf gegen die Diktatur und für die Unabhängigkeit anderer Länder, ohne Gewalt und Unterwerfung zu akzeptieren und ohne jede Art militärischer Aggression gegen das Land wohlwollend zu betrachten.“ Seine Ehefrau Zahra Rahnaward sagte ausdrücklich: „Die Grüne Bewegung ist eine lebendige und dynamische Volksbewegung, die eine Mauer zwischen sich und der MEK errichtet.“
Der iranische Reformgeistliche Mohsen Kadivar veröffentlichte im März 2011 zusammen mit Ahmad Sadri in dem liberalen amerikanischen Online-Magazin Salon.com, in dem sie den politischen Entscheidungsträgern in den USA empahlen, den Prahlereien der MEK-Lobbyisten hinsichtlich ihrer eigenen Popularität in Iran skeptisch gegenüberzustehen, und betonten, dass die MEK eine undemokratische, sektenartige Organisation sei, deren Vorgehensweise ihren Anspruch, ein Instrument für demokratischen Wandel zu sein, zunichte mache. Vor allem aber könnten die Aktivitäten der MEK in Washington der iranischen Opposition irreparablen Schaden zufügen. Die beiden Autoren gaben auch zu bedenken, dass die MEK-Organisation die Feindseligkeit zwischen den USA und dem Iran ausnutze und auf dem Weg sei, zur iranischen Version von Ahmed Chalabis berüchtigtem Irakischen Nationalkongress zu werden, und warnten davor, sie zu unterstützen oder von der Terrorliste des US-Außenministeriums zu streichen.

### Streichung von der amerikanischen Terrorliste und weitere Annäherung an die USA

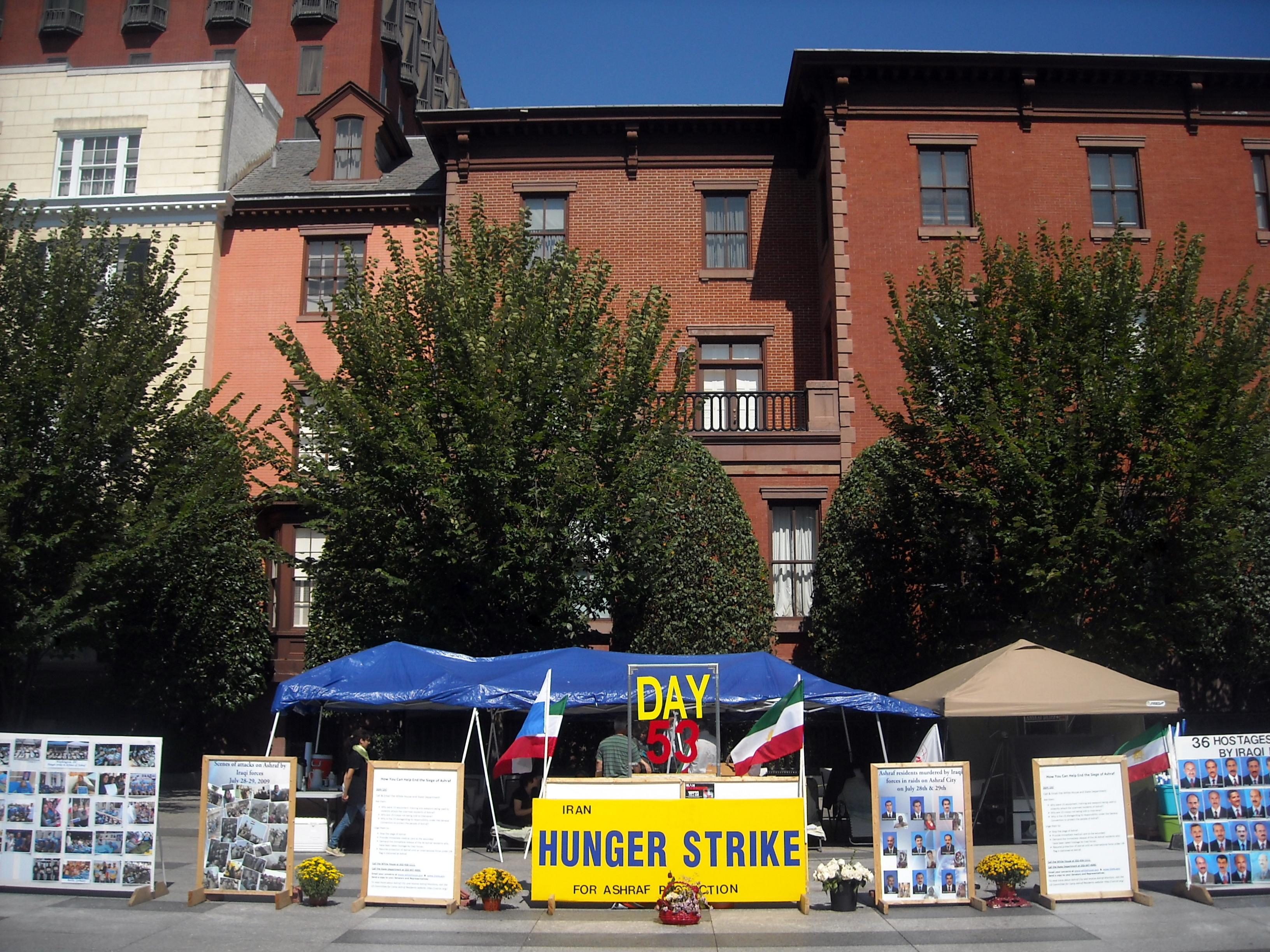
Ein Hungerstreik vor dem Blair House (Washington, D.C.) in Washington aus Protest gegen die Erstürmung von Camp Ashraf im September 2009

Trotz der Unterstützung durch die US-Regierung war die Mudschahedin-Organisation im Irak zwischen 2009 und 2012 von einer Reihe politischer Zusammenstöße mit der Regierung und einigen dem iranischen Staat zugeschriebenen militärischen Einfällen betroffen, die die Sicherheit von Camp Ashraf gefährdeten. Am 28. Juli 2009 wurde das Lager, welches zu diesem Zeitpunkt von 3500 Volksmudschahedin bewohnt wurde, von irakischen Sicherheitskräften gestürmt. Dabei wurden mindestens 400 Menschen verletzt. Die irakische Regierung gab an, dass es bei der Erstürmung des Lagers acht Tote gegeben habe, zwei Polizisten und sechs Bewohner. 2012 wurden die Bewohner von Camp Ashraf zwangsweise in das Camp Liberty in Bagdad umgesiedelt.
Trotz der Warnungen von iranischen Intellektuellen strich die US-Außenministerin Hillary Clinton die Volksmudschahedin im September 2012 von der Liste der Terrororganisationen. Damit wurde auch eine Aufnahme der 3200 Kämpfer, die einst als Gäste und Verbündete des Diktators Saddam Hussein in den Irak gekommen waren, in die Vereinigten Staaten vorbereitet. Die Entscheidung war erwartet worden, nachdem ein US-Gericht im Juni 2012 die Außenministerin Clinton aufgefordert hatte, bis Ende September über den Status der Volksmudschahedin zu entscheiden.
Im Jahr 2013 erregte die Ermordung von 53 Mudschahedin die Aufmerksamkeit der internationalen Gemeinschaft, insbesondere der Vereinten Nationen, die den Anschlag verurteilte. NBC berichtete 2014 unter Berufung auf zwei hochrangige US-Beamte, dass die Volksmudschahedin für die Tötung iranischer Atomwissenschaftler „von Israel finanziert, ausgebildet und bewaffnet“ wurden.

## Die albanische Phase (ab 2013)

### Die Aussiedlung der Volksmudschahedin nach Albanien
Die zunehmende Instabilität in der Region infolge des Bürgerkrieges in Syrien veranlasste die USA und die UN dazu, einen neuen Aufenthaltsort für die Mudschahedin zu suchen. Unter diesen Gegebenheiten entstand 2013 die Idee, eine bestimmte Anzahl von Mitgliedern der Organisation nach Albanien zu verlegen. Eine solche Operation schien für alle beteiligten Akteure von Vorteil zu sein. Für die Mudschahedin-Organisation würde Albanien eine freie Zone sein, in der sie in Frieden agieren könnte, ohne dem Druck des iranischen Staates oder den prekären geopolitischen Gleichgewichten der Nahostregion ausgesetzt zu sein. Für die USA, die eigentlichen Architekten der Operation, zielte die Installation der Volksmudschahedin in Albanien auf die fortschreitende Marginalisierung Irans in der Westbalkan-Region ab. Und die albanische Regierung versuchte durch die Aufnahme der MEK amerikanische Unterstützung zu gewinnen und ihre eigene interne und internationale Legitimität zu stärken.
Aufgrund eines Abkommens, das Sali Berisha, die USA, die Vereinten Nationen und die Volksmudschahedin schlossen, wurden 2013 tatsächlich 210 Mitglieder der Organisation auf albanischem Boden als vom Hohen Flüchtlingskommissar der Vereinten Nationen (UNHCR) anerkannte Flüchtlinge aufgenommen. Der Sondergesandte des UN-Generalsekretärs im Irak, Martin Kobler, erklärte im Mai 2013, dass die Umsiedlung der 210 Volksmudschahedin der erste Schritt zur Umsiedlung aller anderen Bewohner des Camp Liberty sei. Die 210 Personen wurden zunächst in Wohnungen in Tirana untergebracht. Die iranische Regierung, die die Ankunft der Organisation in Albanien als eine erhebliche Bedrohung ihrer Präsenz in der Region betrachtete, verurteilte die Umsiedlungsaktion aufs Schärfste.
Die Wahl des neuen Premierministers Edi Rama, der Berisha 2013 ablöste, änderte nichts an der Haltung der albanischen Regierung zur Aufnahme von Mudschahedin und der pro-amerikanischen Politik des Landes. Die Zahl der nach Albanien einreisenden Mitglieder der Organisation stieg weiter an. Beim Angriff irakischer Milizen auf Camp Liberty beim Kampf gegen den terroristischen Islamischen Staat (IS) im Juli 2016 lebten noch 1100 Mitglieder der Volksmudschahedin dort. Währenddessen wurden nach Angaben des Hohen Flüchtlingskommissars der Vereinten Nationen (UNHCR) die Mudschahedin bis Anfang September 2016 schrittweise nach Albanien ausgesiedelt. Es leben drei Viertel in Albanien und ein Viertel in anderen Drittstaaten.
Im Jahr 2016 kaufte die Mudschahedin-Organisation den Campus und die Gebäude der ehemaligen Privatuniversität Vitrina, die von der albanischen Regierung geschlossen worden war. Ein Jahr später, 2017, beschloss die Führung der Mudschahedin mit Unterstützung der US-Botschaft und der albanischen Regierung, ihr neues Hauptquartier in Albanien einzurichten. Im selben Jahr kaufte eine von den Mudschahedin gegründete Nichtregierungsorganisation namens „Fara“ dreißig Hektar Land in der Gemeinde Manis in der Nähe von Durrës, um dort ein neues Lager für die Mudschahedin aufzubauen. Der Bau dieses Lagers, das Ashraf III genannt wurde, ist zwar noch nicht abgeschlossen, aber seit 2018 sind die meisten Mudschahedin, die zuvor in Tirana untergebracht waren, dorthin gezogen.

### Auswirkungen auf die albanisch-iranischen Beziehungen
Die Errichtung des Lagers Ashraf III stellt nach Gianfranco Bria den letzten Akt einer Strategie dar, die auf die Marginalisierung Irans in der Region abzielt. Die iranische Botschaft in Albanien protestierte dementsprechend gegen die Ansiedlung der Volksmudschahedin in Albanien und versuchte, sie durch aggressive Propaganda, die sie als Terroristen kennzeichnet, zu diskreditieren. Einige iranische Websites beschuldigten die Organisation in Artikeln in albanischer Sprache verschiedener Gräueltaten und terroristischer Akte. Im Juli 2018 veröffentlichte die Islamische Republik in ihrer Online-Zeitung Pars Today einen Artikel mit dem Titel „Unterstützung des MEK-Terrorismus untergräbt die Glaubwürdigkeit der USA“. Die Mudschaheddin reagierten auf diese Angriffe mit Gegenpropaganda, oft unterstützt von US-Regierungsvertretern.
Tirana hat seine Unterstützung für die Mudschahedin nie dementiert. Im Juli 2016 nahmen mehrere albanische Politiker an der von den MEK organisierten Veranstaltung „Iran libre“ in Paris teil. Zu einem klaren Bruch zwischen Iran und Albanien kam es am 20. Dezember 2018, als der albanische Premierminister Edi Rama beschloss, den iranischen Botschafter Gholam Hossein Mohammadnia und seinen Mitarbeiter auszuweisen, mit der Begründung, dass sie aufgrund ihrer terroristischen Aktivitäten auf albanischem Territorium gegen die MEK zu personae non gratae geworden seien. Am 23. Oktober 2019 erklärte die albanische Polizei, sie habe mehrere Mitglieder des Korps der Islamischen Revolutionsgarde identifiziert, die eine „aktive Terrorzelle“ in Albanien gegründet hätten, um MEK-Aktivisten anzugreifen. Nach diesen Vorfällen musste die iranische Regierung ihre Präsenz auf albanischem Gebiet reduzieren und gab ihre Ambitionen auf, Albanien zu einem diplomatischen und wirtschaftlichen Stützpunkt auf dem Balkan zu machen.

### Unterstützung durch westliche Politiker und arabische Golfstaaten

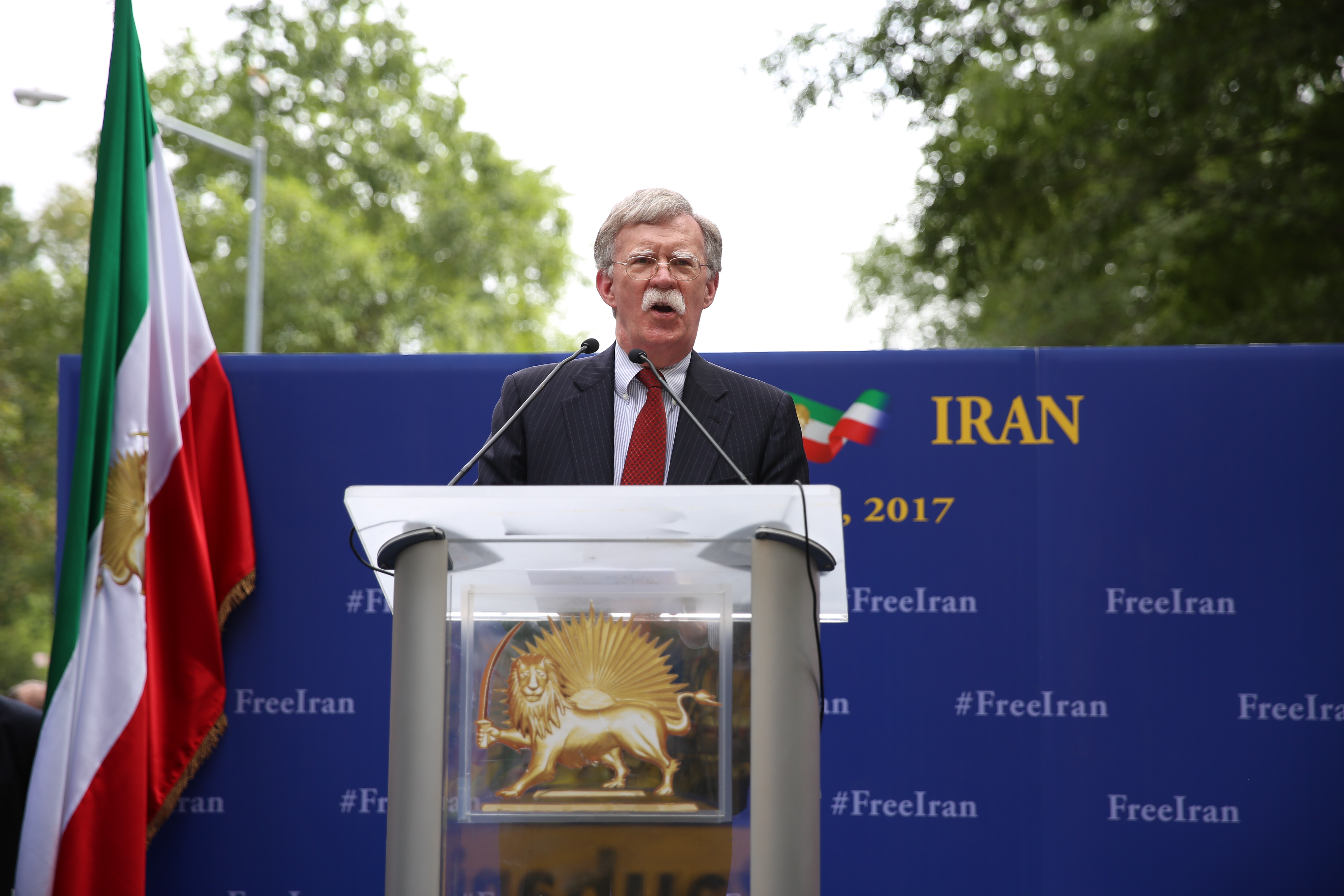
John Bolton bei einer MEK-Veranstaltung in New York City

Seit ihrer Ausweisung aus dem Irak treten die Mudschahedin nicht mehr militant auf und betreiben vor allem Lobbyarbeit. Ab 2018 besuchten zahlreiche Politiker aus verschiedenen westlichen Ländern das Lager Ashraf III, vor allem um ihre Unterstützung für die MEK zu demonstrieren. Der ehemalige New Yorker Bürgermeister und persönliche Anwalt Trumps Rudy Giuliani besuchte das Hauptquartier der Mudschahedin gleich mehrmals. Am 13. Juli 2019 nahmen mehrere prominente Persönlichkeiten an der jährlichen MEK-Konferenz in Camp Ashraf III teil: neben Giuliani der ehemalige US-Senator Robert Torricelli, Senator Joe Lieberman, der ehemalige kanadische Premierminister Stephen Harper, die ehemalige französische Innen- und Verteidigungsministerin Michèle Alliot-Marie und andere. In den Reden auf der Konferenz, die von Maryam Rajavi eröffnet wurde, wurden die „Terrorakte“ der iranischen Regierung gegen die Mudschahedin und ihre eigene Bevölkerung verurteilt. Giuliani sagte außerdem, dass Albanien „den größten Respekt und unsere Anerkennung für die Aufnahme der Mudschahedin und für den Kampf gegen den iranischen Terrorismus“ verdiene. Donald Trumps Berater John R. Bolton, der ebenfalls anwesend war, brachte die Solidarität der US-Regierung mit der MEK zum Ausdruck, lobte Albanien und sprach offen von „dem terroristischen Charakter einiger Kader der Islamischen Republik Iran“. Der frühere US-Vizepräsident Mike Pence trat 2022 in Albanien und 2023 bei Paris als Redner bei den Volksmudschahedin und dem NWRI auf; auf der Veranstaltung im Jahr 2023 sprach auch die britische Ex-Premierministerin Liz Truss. Im Februar 2023 befürworteten über 160 Abgeordnete des US-Kongresses aus beiden Parteien einen Gesetzentwurf zur Unterstützung von Maryam Rajavi.
Außerdem gibt es Berichte, dass die rechtsnationale spanische Partei Vox insgesamt mehr als eine Million Euro Spendengeld indirekt von den Volksmudschahedin erhalten hat. Der Wahlkampf der Partei Vox in Spanien zur Europawahl im Jahr 2014 soll zu 80 Prozent vom Nationalen Widerstandsrat Iran, der von den Volksmudschahedin kontrolliert wird, finanziert worden sein.
Zu den Geldgebern der Organisation, die heute das Lager in Albanien und Kampagnen im Westen finanzieren, sollen arabische Golfstaaten, die Iran feindlich gesinnt sind, gehören. Der frühere Chef des Geheimdienstes Saudi-Arabiens, Prinz Turki ibn Faisal, trat auf mehreren ihrer Veranstaltungen als Redner auf.

## Der Vorwurf des Sektencharakters
Nach Einschätzung von Ervand Abrahamian besaß die Organisation der Volksmudschahedin schon Mitte 1987 alle wesentlichen Merkmale einer religiös-politischen Sekte, wobei Abrahamian insbesondere an dem intensiven Führerkult festmachte. Der Vorwurf wurde später von zwei Aussteigern aus der Organisation, Anne Singleton und Massoud Khodabandeh, wiederholt. Sie beklagten 2003 in einem Interview mit Ronen Cohen, dass die „neue Religion“ der Modschahedin „blinden Gehorsam und völlige Unterwerfung unter den ideologischen Führer Rajavi, die Integration islamischer Rituale in Bezug auf Allah, die Verinnerlichung der ideologischen Werte der Mudschahidin und völlige Hingabe an die geplante Revolution“ erfordere. Abtrünnige Mitglieder des Camp Ashraf wurden einem Bericht von Human Rights Watch zufolge gefoltert und verlängerter Einzelhaft unterzogen. Ehemalige Mitglieder und Dissidenten der Volksmudschahedin berichteten 2008 von Gulagartigen Zuständen in den Lagern der Volksmudschahedin und zweifelten an ihrer Demokratiefähigkeit. Der versuchte Ausstieg aus der Organisation habe für Mitglieder schwerwiegende persönliche Konsequenzen, die von Strafmaßnahmen wie Zwangsscheidung bis zu öffentlicher Demütigung durch Genossen reichten. Dabei dauerten die Repressalien oft bis weit nach dem formellen Austritt an. Der Berliner Verfassungsschutz, der die Volksmudschahedin 2008 in seinem Bericht listete, sprach dort von dem „totalitären Charakter ihrer Organisation“. Eine Studie der RAND Corporation aus dem Jahre 2009 beschrieb die im Irak lebenden Volksmudschahedin als eine „im Exil lebende iranische Dissidentensekte“.
Clark und Erlich schrieben, dass die Mudschahedin einen „Personenkult“ betreiben, während andere Journalisten erklärt haben, dass diese Behauptungen „gefälschte Informationen seien, die auf das iranische Geheimdienstministerium zurückzuführen sind“.

## Die Volksmudschahedin in Deutschland

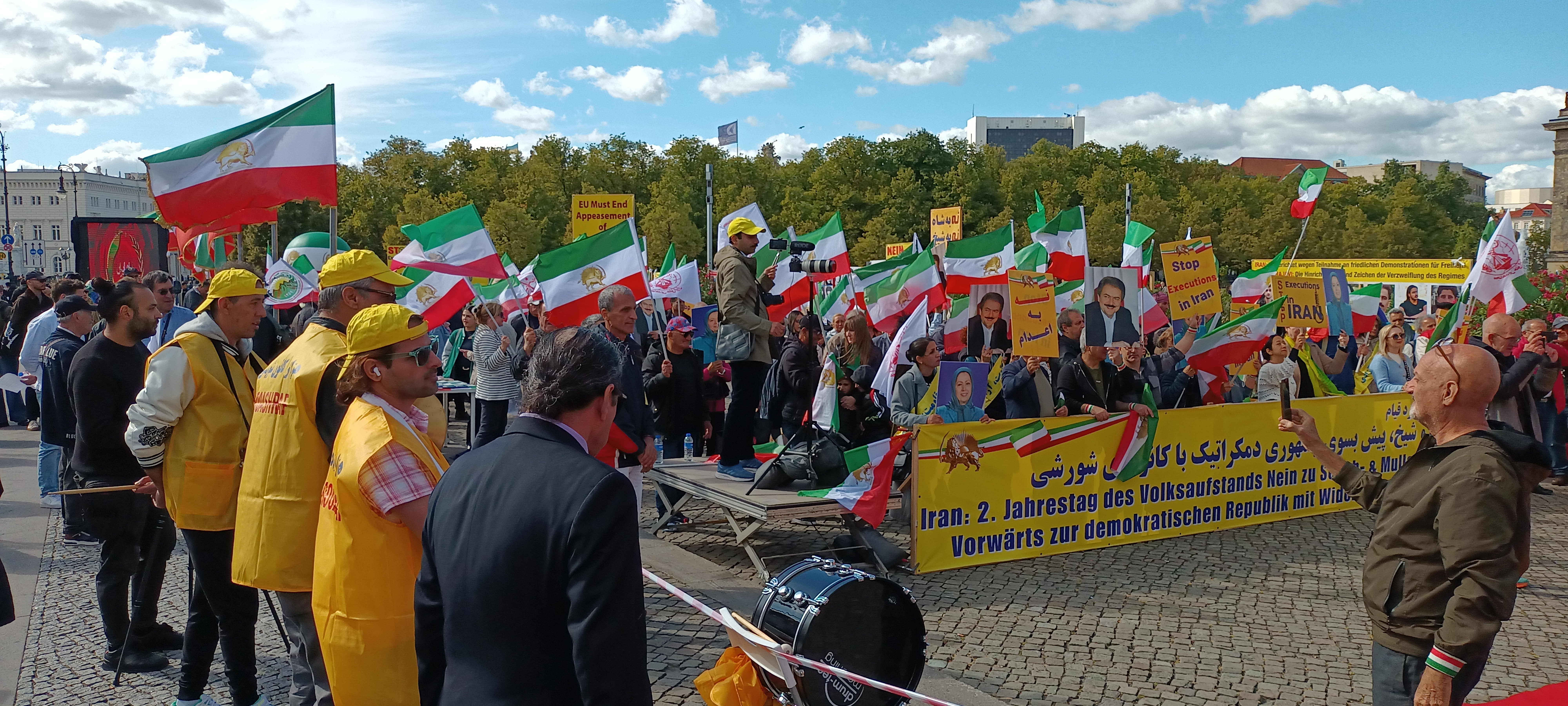
Demonstration des Nationalen Widerstandsrats Iran und der Volkschmudschahedin im September 2024 in Berlin

Gemäß dem deutschen Verfassungsschutzbericht von 2008 traten in Deutschland folgende Vereinigungen als Tarngruppierungen der Volksmudschahedin auf:
- Menschenrechtszentrum für Exiliranerinnen e. V. (MEI), Düsseldorf
- Menschenrechtszentrum für Migranten e. V., Aachen
- Hilfswerk für Menschenrechte im Iran e. V. (HMI), Dortmund
- Verein für Menschen und Freiheit e. V. (VMF), Troisdorf
- Verein für Hoffnung der Zukunft e. V. (VHdZ), Berlin.

Bereits 2008 hielt sich Maryam Rajavi, die Präsidentin des Nationalen Widerstandsrats Iran, der als politischer Arm der Mudschahedin gilt, auf Einladung des Deutschen Solidaritätskomitee für ein freies Iran sowie der Gesellschaft für bedrohte Völker in Berlin auf und kam mit Mitgliedern des Deutschen Bundestages sowie des Berliner Abgeordnetenhauses zusammen. Die Gesellschaft für bedrohte Völker distanzierte sich aber sofort nach dem Bekanntwerden von dieser Einladung und wies darauf hin, dass ihr für die Einladung verantwortliches Berliner Büro über Ideologie, Methoden und Struktur der iranischen Volksmudschahedin, die sich hinter diesem Rat verbergen, nicht informiert war.
Auch die Bundestagsfraktion der Grünen erklärte, dass die unter dem Deckmantel ‚Nationaler Widerstandsrat Iran‘ (NWRI) agierende iranische Exilorganisation der ‚Volksmojahedin‘ und ihre öffentlich wirkende Führerin Maryam Rajavi keine geeigneten Gesprächspartner für eine verantwortungsvolle deutsche Politik gegenüber Iran seien und bedauerten, dass einige Bundestagsabgeordnete der Organisation ein Forum in der Deutschen Parlamentarischen Gesellschaft gegeben hatten. Luisa Hommerich warnte 2021 im Zeitmagazin vor der Lobbyarbeit der Volksmudschahedin und verwies auf Berichte über erzwungene Trennungen von Kindern von ihren Familien aus den 1990er Jahren.
Im Jahr 2023 verstärkte die Organisation Versuche, in der CDU Berlin Einfluss zu gewinnen. Die stellvertretende Vorsitzende der Berliner CDU-Fraktion, Stefanie Bung, besuchte mehrere Veranstaltungen des Nationalen Widerstandsrats Iran. Sie verwies auf Nachfrage auf das Engagement anderer Politiker wie etwa Rita Süssmuths für diese Gruppierung. Als die Mudschahedin im Mai 2023 erneut Bundestagsabgeordnete einluden, warnten der stellvertretende Fraktionsvorsitzende Johann Wadephul und der außenpolitische Sprecher der Fraktion Jürgen Hardt die Abgeordneten in einem internen Schreiben vor Treffen mit Vertretern des Widerstandsrats. Sie verwiesen auf die streng hierarchisch-autoritäre Verfasstheit und die linksextreme Prägung der Gruppe sowie auf ihren schlechten Ruf unter Exiliranern. Auch Berliner Politiker der FDP und die Grüne Gollaleh Ahmadi warnten vor Zusammenarbeit mit Organisationen aus dem Umfeld der Volksmudschahedin.